# 郡内大工仲間
郡内大工仲間（ぐんないだいくなかま）は甲斐国東部の都留郡内の大工集団。

## 郡内における大工集団
甲斐国は大きく西側と東側に区分され、それぞれ国中（山梨郡、八代郡、巨摩郡）と郡内（都留郡）と通称される。
国中に於いては、河内の下山大工、甲府町方大工が存在しており、一方郡内は国中と比較して、古代から現代まで政治や文化に違いをもっており、大工集団も独自に形成された。
郡内の大工職達による太子講からはじまり、谷村藩時代には領内が13区の「細工場」に区分され、それぞれの区域を統率する細工場棟梁と、それをまとめる御役大工棟梁が存在し郡内大工仲間を組織していた。
郡内の大工職は、武田氏が滅亡し鳥居氏が郡内城主時代には関氏、小池氏、山内氏が御用大工となり、秋元氏城主時代には戸所氏、花田氏が活躍した。
萱沼氏は慶長５年（1600年）から幕末まで江戸時代を通じて記録が残る。

上吉田の山本氏、下吉田の萱沼氏、谷村の花田氏、鳥沢の大森氏などが数世代に渡り活躍したことが分かっている。

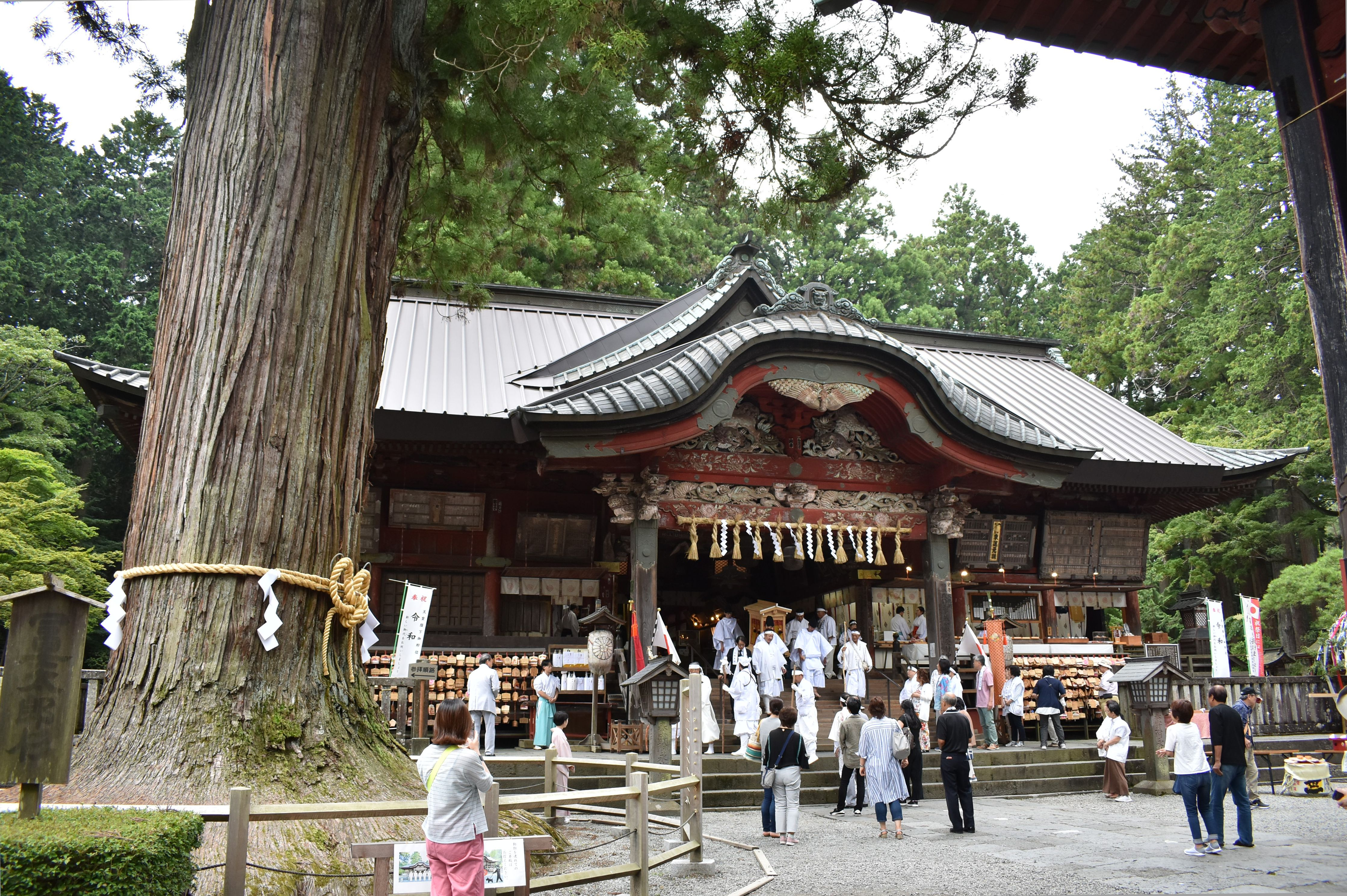
北口本宮冨士浅間神社「拝殿」郡内大工仲間最大の建築

郡内大工仲間の社殿造営で最大の規模を持つものは北口本宮富士浅間神社であり、貞享5年（1688年）の現本殿造営から、享保18年（1733年）江戸の富士講村上派を率いる村上光清が私財を投じて出資し、境内の拡充が行われ、幣殿、拝殿、神楽殿、手水舎、隋神門と一連の社殿を造営した。棟梁は上吉田村山本市三郎、下吉田村萱沼弥左衛門、谷村範田幾右エ門（花田兵右衛門）、鹿留村相川長兵衛と棟札や墨書きが残されているが、どのような組織形態、誰がどの建物を担当して造営が行われたかは不明である。

### 排他的職域
群内の大工は他領大工の進出を阻止し、強力な排他的職域を有していた。
郡内に進出しようとした下山大工や甲府町方大工との間で数々の訴訟が起こされ、進出阻止をしている。
国中と郡内との間に大工の営業上の交流は殆ど無かったという結果が出ている。
国中の大工が棟梁を勤めた唯一の例外は、武田信玄が造営したと伝えられる北口本宮冨士浅間神社東宮本殿（永禄４年・1561年）で、甲州大工小山善衛門と小嶋出くへもんの名が記されており、郡内で甲州とは国中を指す為と、恵林寺大工として知られる小嶋姓大工との関係が伺われ、信玄が北口本宮最初の造営に国中の大工を派遣したことがうかがわれる。
檜皮大工（屋根大工）は、甲府の檜皮師が河内・郡内まで取り仕切っており、大工とは異なった営業圏を有していた。
彫り物大工は、冨士山下宮浅間神社本殿（明和４年・1767年）で初めて外部の彫り物大工、武州の江原弥平治に依頼が行われ、続く生出神社（おいでじんじゃ）本殿（明和５年・1768年）にて、江戸の彫り物大工後藤正常・正道親子による総彫りの本殿が造営された（棟梁は上鳥沢村、大森三左衛門藤原保義・谷村、花田甚助）。
文政１０年（1827年）には、その職域の牙城が崩れた。それは野田尻（現上野原市野田尻）の戌嶋神社で、相模国大山の明王太郎が請け負った。
明王太郎が郡内域に入ったことで訴訟が起こされ、経緯が残る。当初戌嶋神社造営は桑久保村の大工伝右衛門が請け負うことで進んでいたが、125両と見積もりが高く、隣村である野田尻村文左衛門に相談したところ、職縁がある明王太郎を招き90両の見積もりを立てた。その後「済口証文」が作成され明王太郎が棟梁となり普請を請け負うこととなった。

## 萱沼家文書（資料）と萱沼弥左衛門、徳右衛門
萱沼家は現在の富士吉田市下吉田に拠点を置く有力氏族で、下吉田衆は萱沼与一（市）之助、屋号「よいっちゃま(与一様）」を総本家とし、萱沼弥左衛門、屋号を「大上本家」と萱沼徳右衛門「大上第一分家」が大工職を務め、大上本家当主が弥左衛門の名を世襲して細工場棟梁を勤め、複数代に渡り御役大工棟梁も歴任した。同じく大上分家も徳右衛門を世襲し都留郡の南部、富士北麓地域、静岡県の御殿場等駿東で活躍した。
徳右衛門家は、冨士山下宮小室浅間神社の流鏑馬「占人」の家系でもある。
萱沼家文書はこの萱沼（屋号、大上）家に残された「現存する建築に対応した」文書資料と、郡内各地の建築に関わる申請書、訴訟、組織運営などの資料群である。
萱沼家の最古の活動記録は、北口本宮富士浅間神社に伝わる慶長５年（1600年）の神輿の棟札「萱沼彦作・萱沼久兵衛」で、「萱沼弥左衛門」の名前の初見は慶長18年（1613年）の浅間神社（忍野八海）本殿の棟札である。
最大の建築は文政３年(1820年)大原山如来寺本堂。
明和４年（1767年）の冨士山下宮浅間神社本殿は山梨県最大の一間社本殿で、萱沼家の建築を拡大発展させ、鳥沢の大森三左衛門藤原保義などの郡内大工仲間のからの影響を受けた集大成となっており、以降の郡内大工仲間の本殿建築に図面が参考・下地にされた。以降、一間社・入母屋造り向拝唐破風付き・軒尾垂木三手先組物中備有・腰組中備有・折衷様等を特徴とする中小同様の冨士山下宮型本殿が多数建設された。萱沼家文書内に推定小室浅間神社（冨士山下宮浅間）図面として残る。
萱沼家の関わる拝殿は、漣神社・天神社（下吉田）・冨士山下宮小室浅間神社において、拝殿正面一間を凹型にして縁側に大床を造設した特徴的な造りをしている。
| №  | 年代                            | 名称                                                           | 建築物                         | 備考                                                                              |
| -- | ------------------------------- | -------------------------------------------------------------- | ------------------------------ | --------------------------------------------------------------------------------- |
| １ | 慶長18年（1613年）              | 浅間神社（忍野八海）                                           | 本殿                           |                                                                                   |
| ２ | 天和４年(1684年)                | 山中諏訪神社                                                   | 本殿                           |                                                                                   |
|    | 宝永２年(1705年)                | 浅間神社（忍野八海）                                           | 本殿                           | 修繕                                                                              |
| ３ | 享保５年(1720年)                | 浅間神社（忍野内野）                                           | 本殿                           |                                                                                   |
| ４ | 享保６年(1721年)                | 正福寺 （富士吉田市浅間）                                      | 本堂                           | 元和６年（1620年） 難波の大工茂右衛門を招き建築された物を大改築とされる           |
| ５ | 享保９年(1724年)                | 聖徳山福源寺 （富士吉田市下吉田）                              | 太子堂                         |                                                                                   |
|    | 享保18年(1733年)～ （1745年）頃 | 北口本宮富士浅間神社                                           | 幣殿 拝殿 神楽殿 手水舎 隋神門 | 上吉田村、山本市三郎 下吉田村、萱沼弥左衛門 谷村、花田兵右衛門 鹿留村、相川長兵衛 |
|    | 元文５年(1740年)                | 二合目小室浅間神社（現富士御室浅間神社本宮）                   | 本殿                           | 慶長17年（1612年）棟梁、藤原関出雲守久茂 修理                                     |
| ６ | 寛保３年(1743年)                | 引接山西方寺 （富士吉田市小明見）                              | 本堂                           |                                                                                   |
| ７ | 延享５年(1748年)                | 天神社 （富士吉田市下吉田）                                    | 本殿                           |                                                                                   |
| ８ | 宝歴２年(1752年)                | 引接山西方寺（富士吉田市小明見）                               | 庫裏                           |                                                                                   |
| 9  | 宝暦９年(1759年)                | 神明神社（静岡県御殿場市杉名沢）                               | 本殿                           | 棟梁、萱沼幸右衛門、萱沼由左衛門                                                  |
| 10 | 宝暦10年(1760年)                | 聖徳山福源寺 （富士吉田市下吉田）                              | 本堂                           |                                                                                   |
| 11 | 宝歴12年(1762年)                | 漣神社 （富士吉田市新屋）                                      | 本殿                           |                                                                                   |
| 12 | 明和４年(1767年)                | 冨士山下宮浅間神社（現小室浅間神社）                           | 本殿                           |                                                                                   |
| 13 | 明和８年(1771年)                | 円通寺 (富士河口湖町）                                         | 庫裏                           |                                                                                   |
|    | 安永２年(1773年)                | 浅間神社 （忍野内野）                                          | 本殿                           | 修理                                                                              |
| 14 | 安永２年(1773年)                | 浅川阿弥陀堂（富士河口湖町浅川）                               | 本堂                           |                                                                                   |
| 15 | 天明６年(1768年)                | 円通寺 （富士河口湖町）                                        | 本堂 玄関                      |                                                                                   |
| 16 | 寛政元年(1789年)                | 引接山西方寺 （小明見）                                        | 山門                           |                                                                                   |
| 17 | 寛政７年(1795年)                | 大原山如来寺（富士吉田市浅間）                                 | 太子堂                         |                                                                                   |
| 18 | 享和２年(1802年)                | 承天寺 （忍野村内野）                                          | 鐘楼                           |                                                                                   |
| 19 | 文化11年(1814年)                | 寶松山大正寺 （富士吉田市浅間）                                | 鐘楼                           |                                                                                   |
| 20 | 文政３年(1820年)                | 大原山如来寺 （富士吉田市浅間）                                | 本堂                           |                                                                                   |
| 21 | 文政４年(1821年)                | 忍草山東円寺 （忍野村忍草）                                    | 本堂                           |                                                                                   |
|    | 文政11年(1828年)                | 廣知山 佛心院大乗寺(静岡県御殿場市仁杉) 所管の寺院か？（不明） |                                | 萱沼家文章に部材寸法書・建地割図・指図が記載                                      |
| 22 | 弘化４年(1847年)                | 忍草山東円寺 （忍野村忍草）                                    | 庫裏                           |                                                                                   |
| 23 | 慶應元年(1865年)                | 忍草山東円寺 （忍野村忍草）                                    | 鐘楼門                         |                                                                                   |

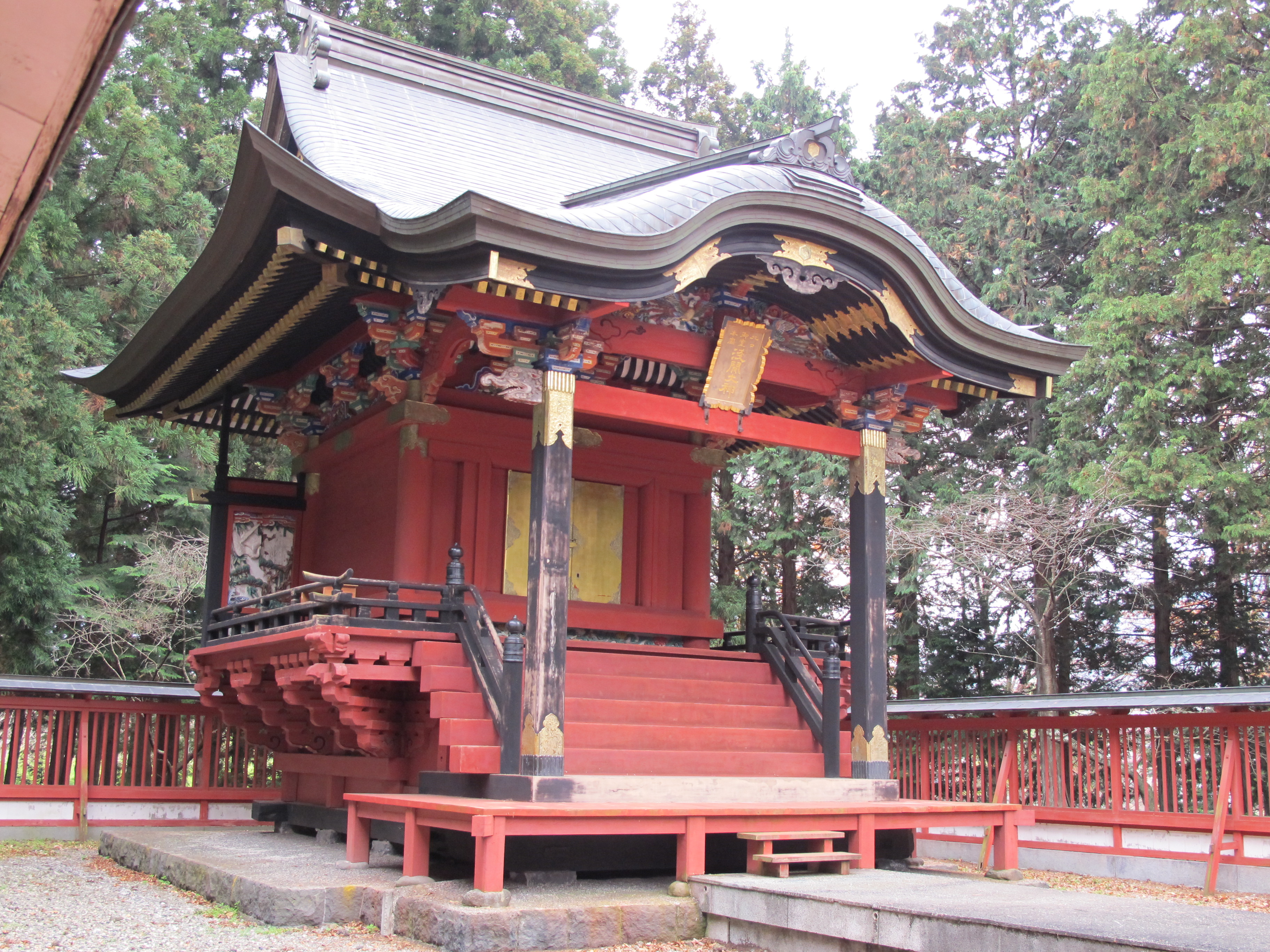
富士河口湖町　二合目小室浅間神社本殿（現冨士御室浅間神社本宮本殿）　一間社入母屋造　軒唐破風付　慶長17年（1612年）棟梁、藤原関出雲守久茂。元文５年(1740年)修理萱沼弥左衛門
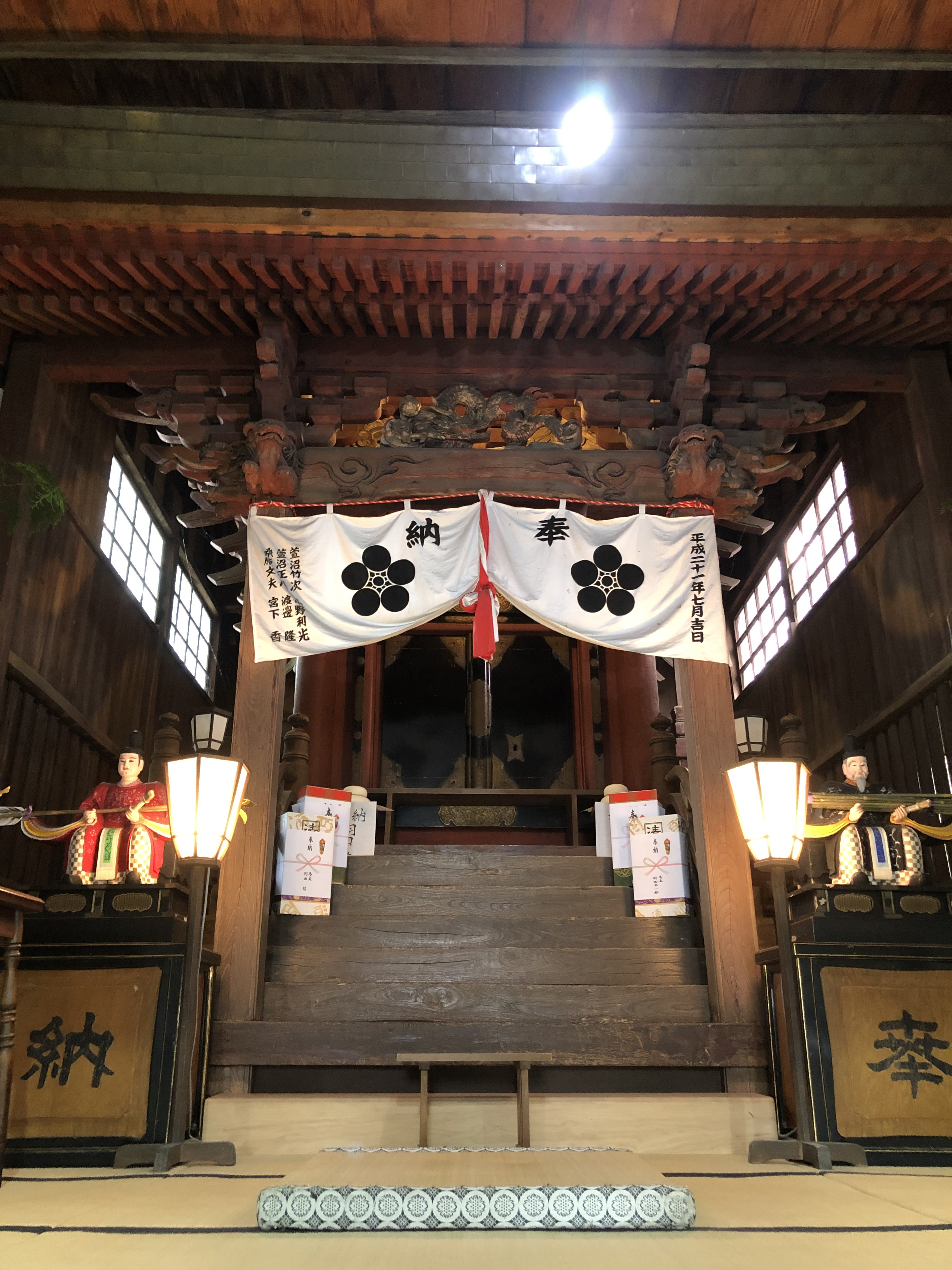
富士吉田市　下吉田　天神社本殿　一間社流造　延享５年(1748年)　棟梁、萱沼弥左衛門
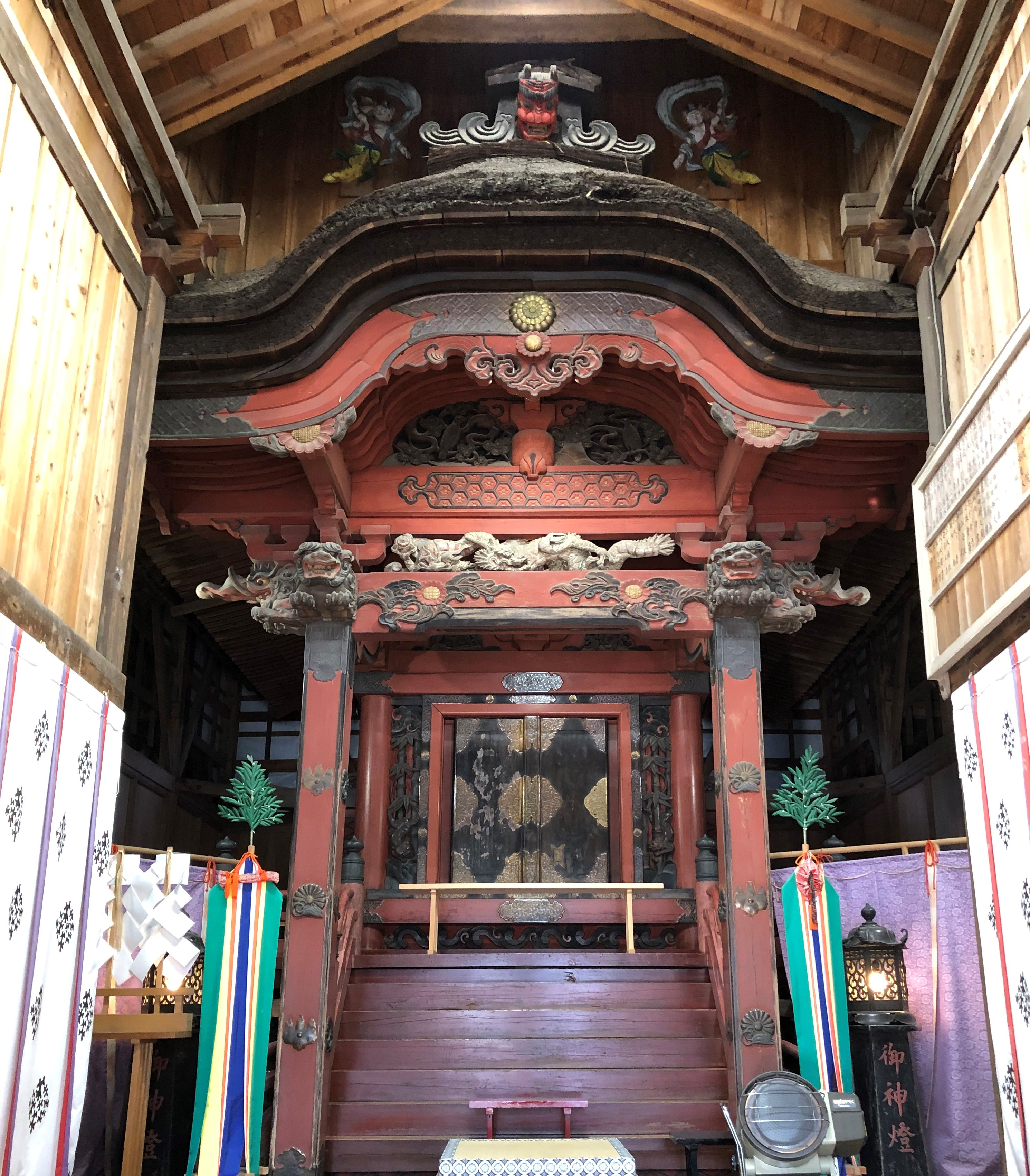
富士吉田市　漣神社　本殿　一間社入母屋造　向拝唐破風付　宝歴12年(1762年)　棟梁、萱沼弥左衛門
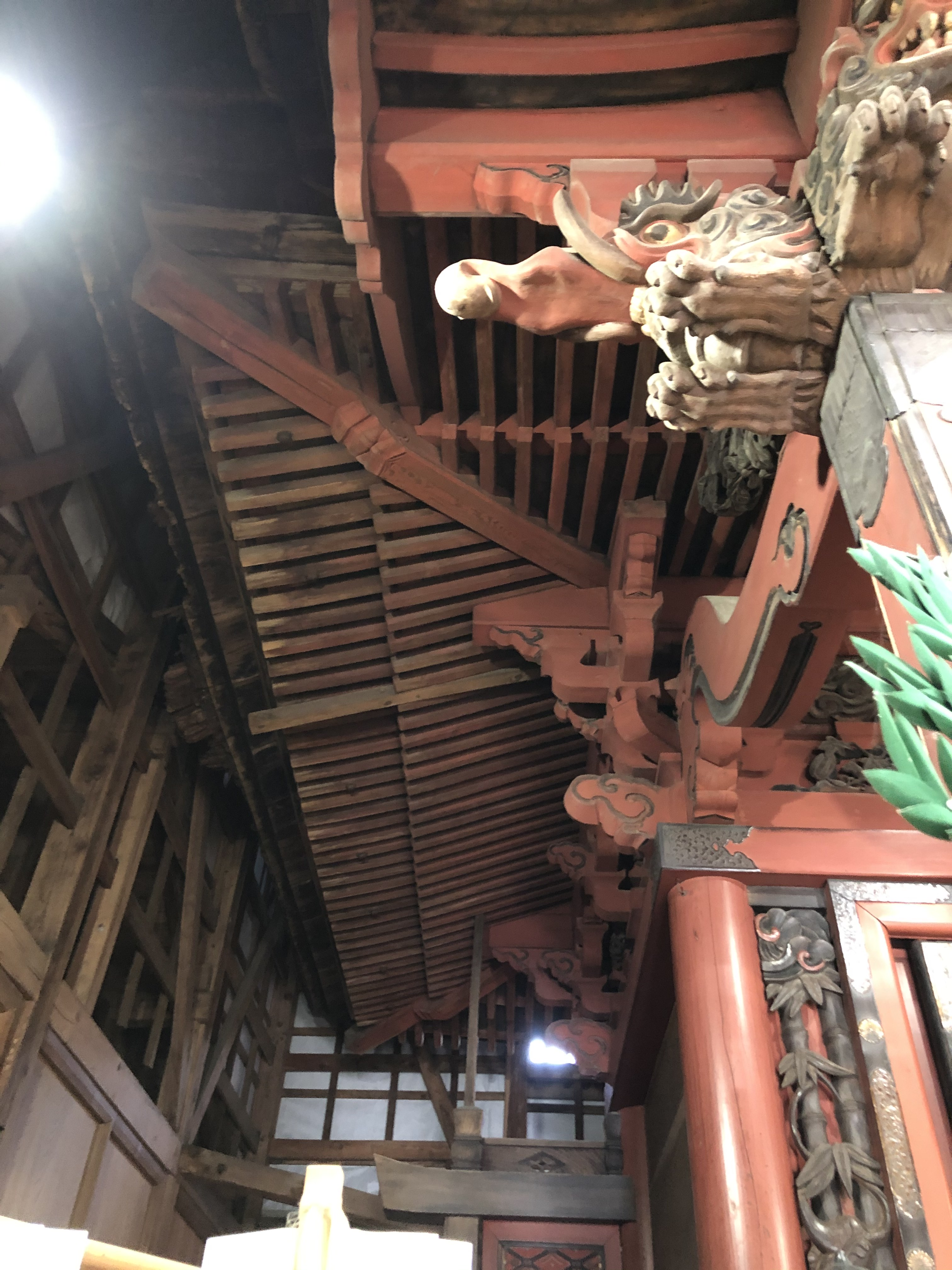
漣神社　本殿　軒先
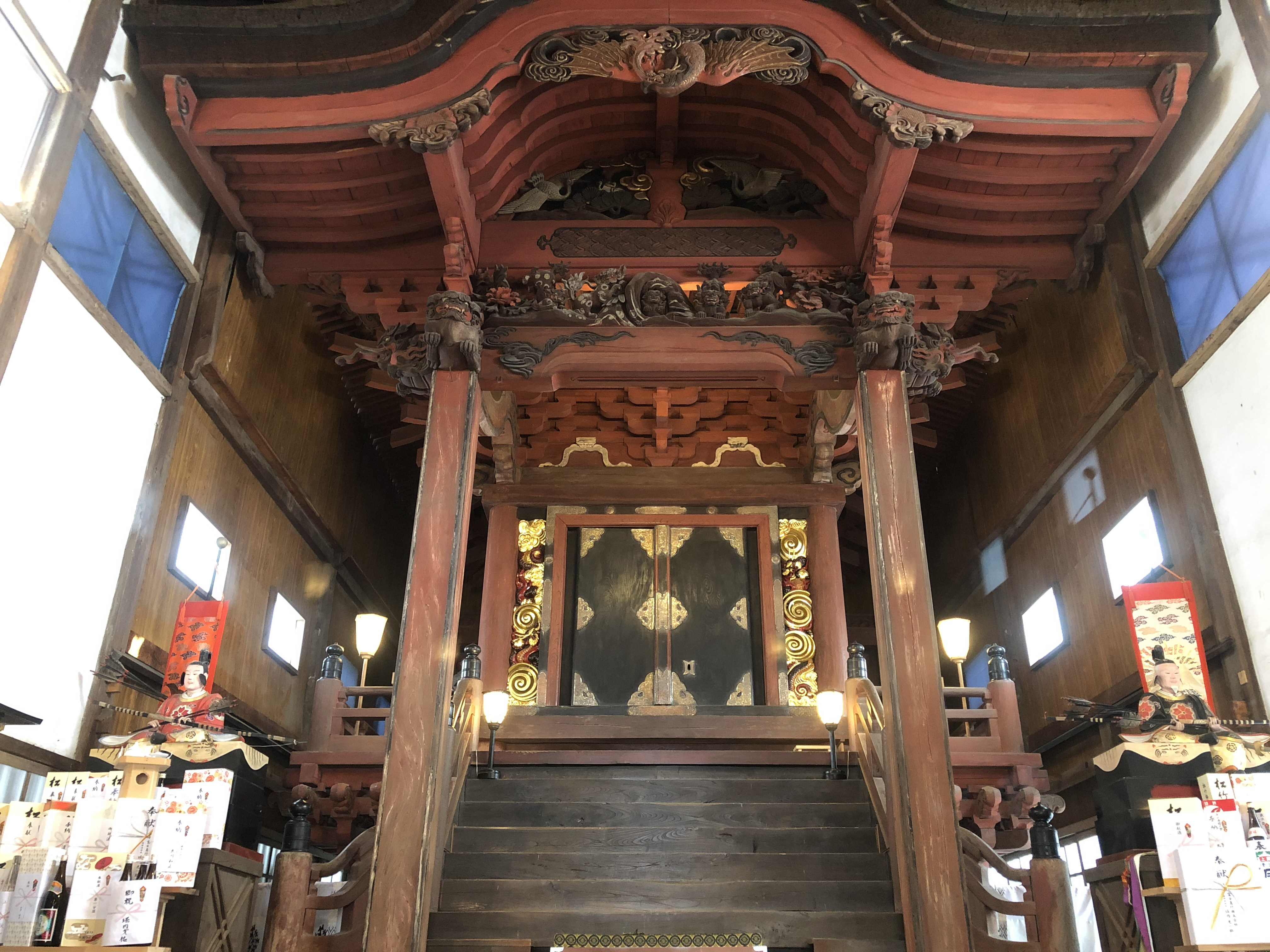
富士吉田市　冨士山下宮浅間神社本殿（現冨士山下宮小室浅間神社本殿）　一間社入母屋造　向拝唐破風付　明和４年(1767年)　棟梁、萱沼弥左衛門
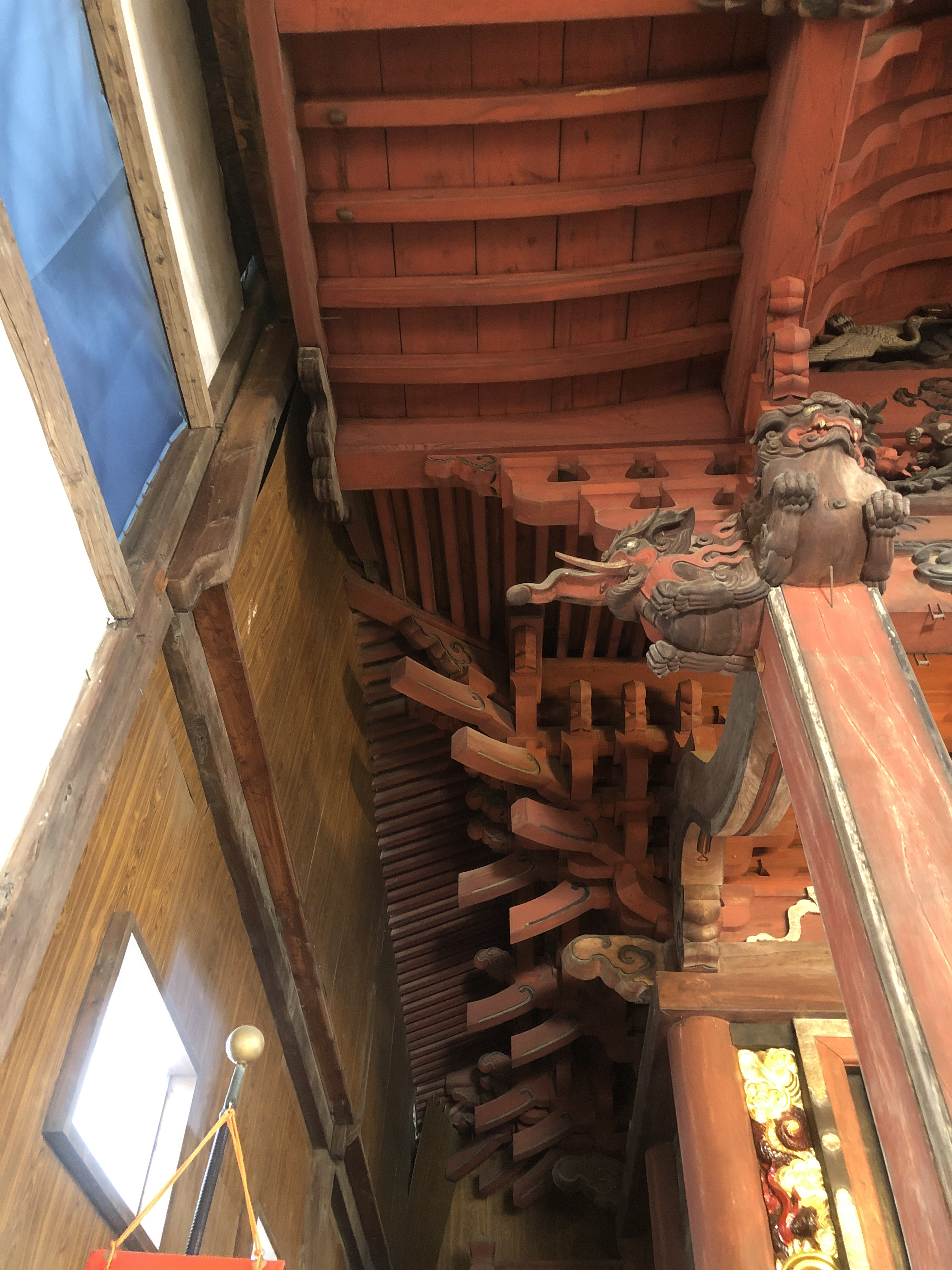
冨士山下宮浅間神社本殿（現冨士山下宮小室浅間神社本殿）軒先

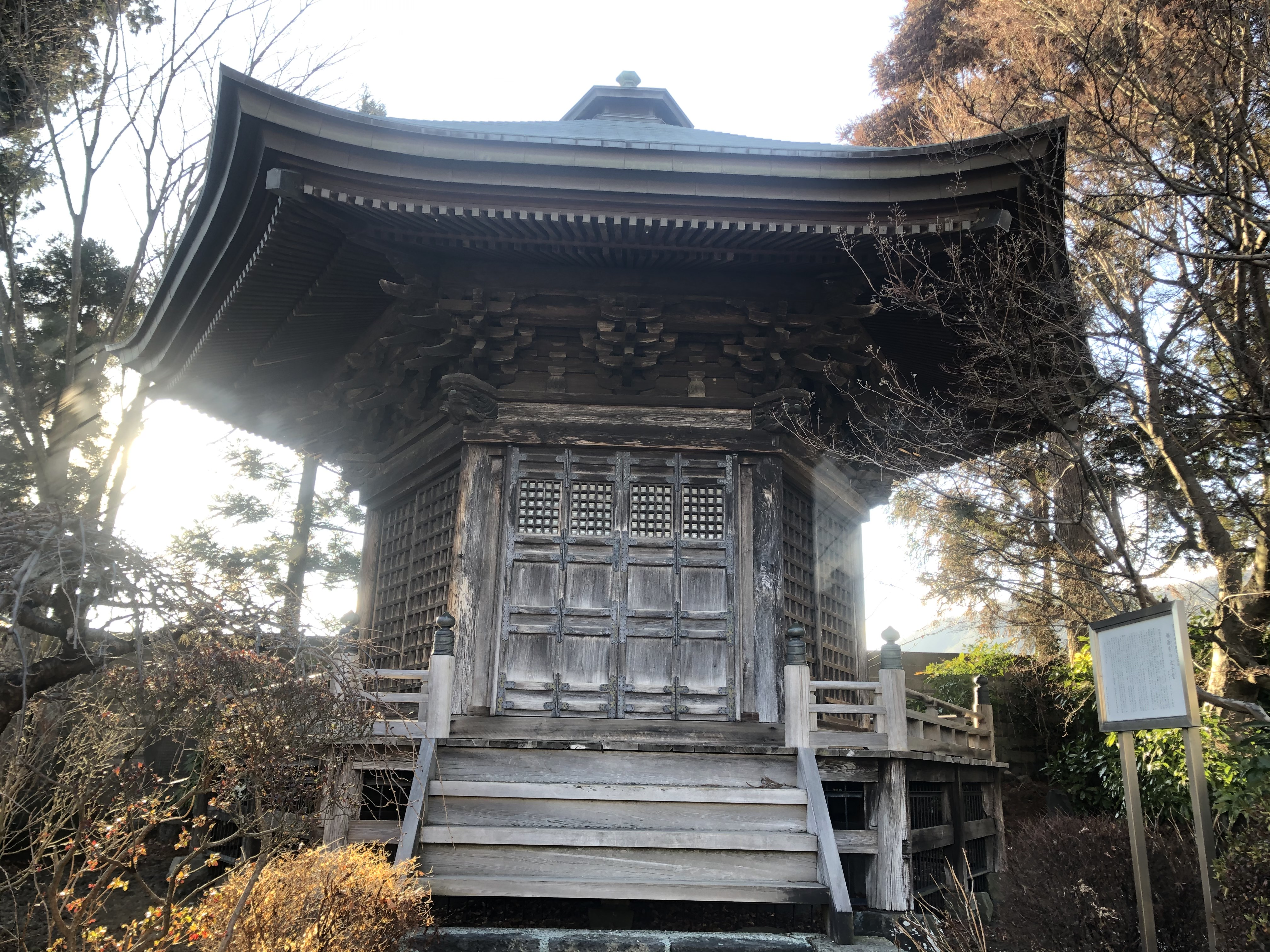
富士吉田市　聖徳山福源寺　太子堂　享保９年(1724年)　棟梁、萱沼弥左衛門
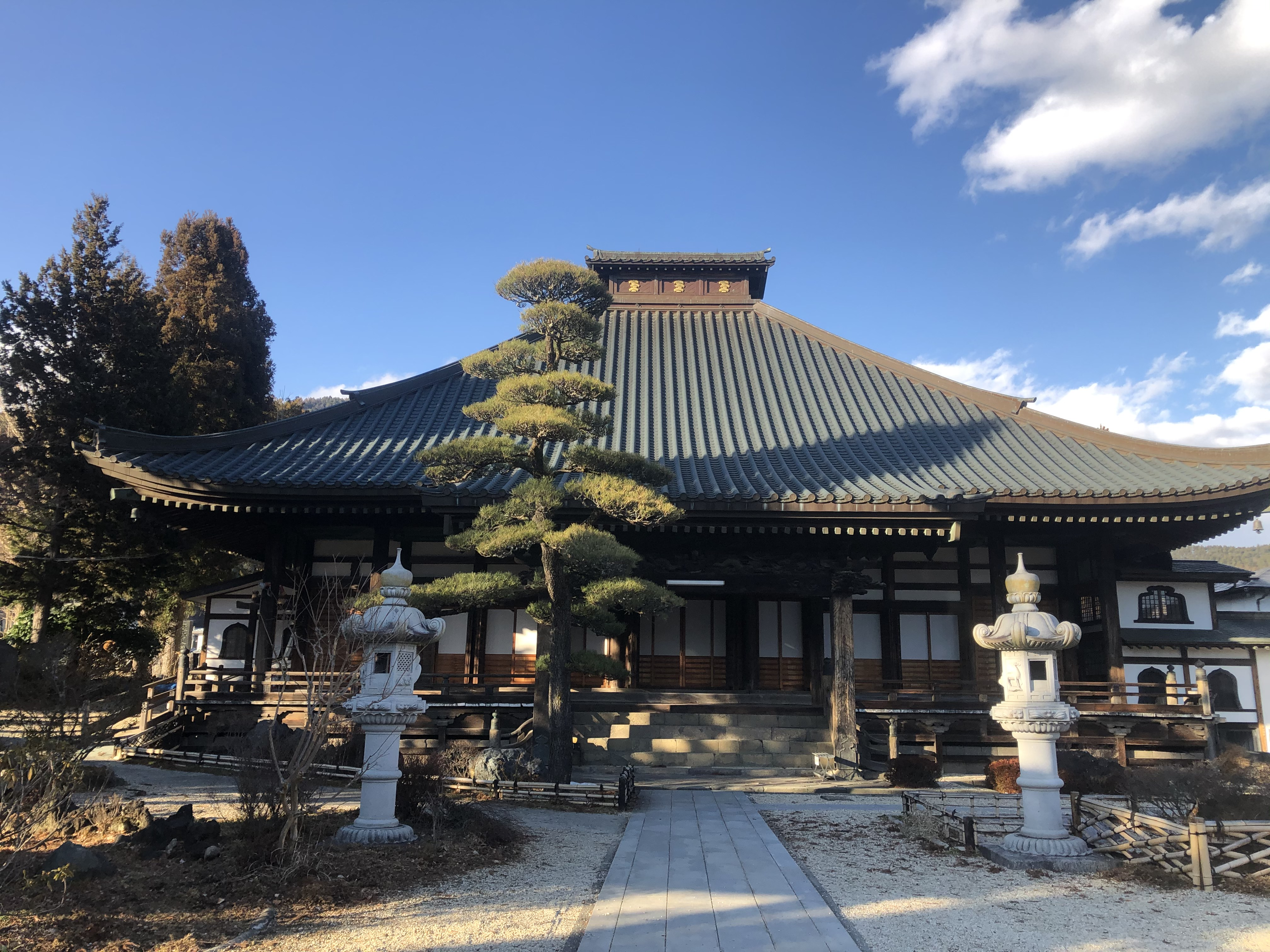
富士吉田市　聖徳山福源寺　本堂　宝暦10年(1760年)　棟梁、萱沼弥左衛門
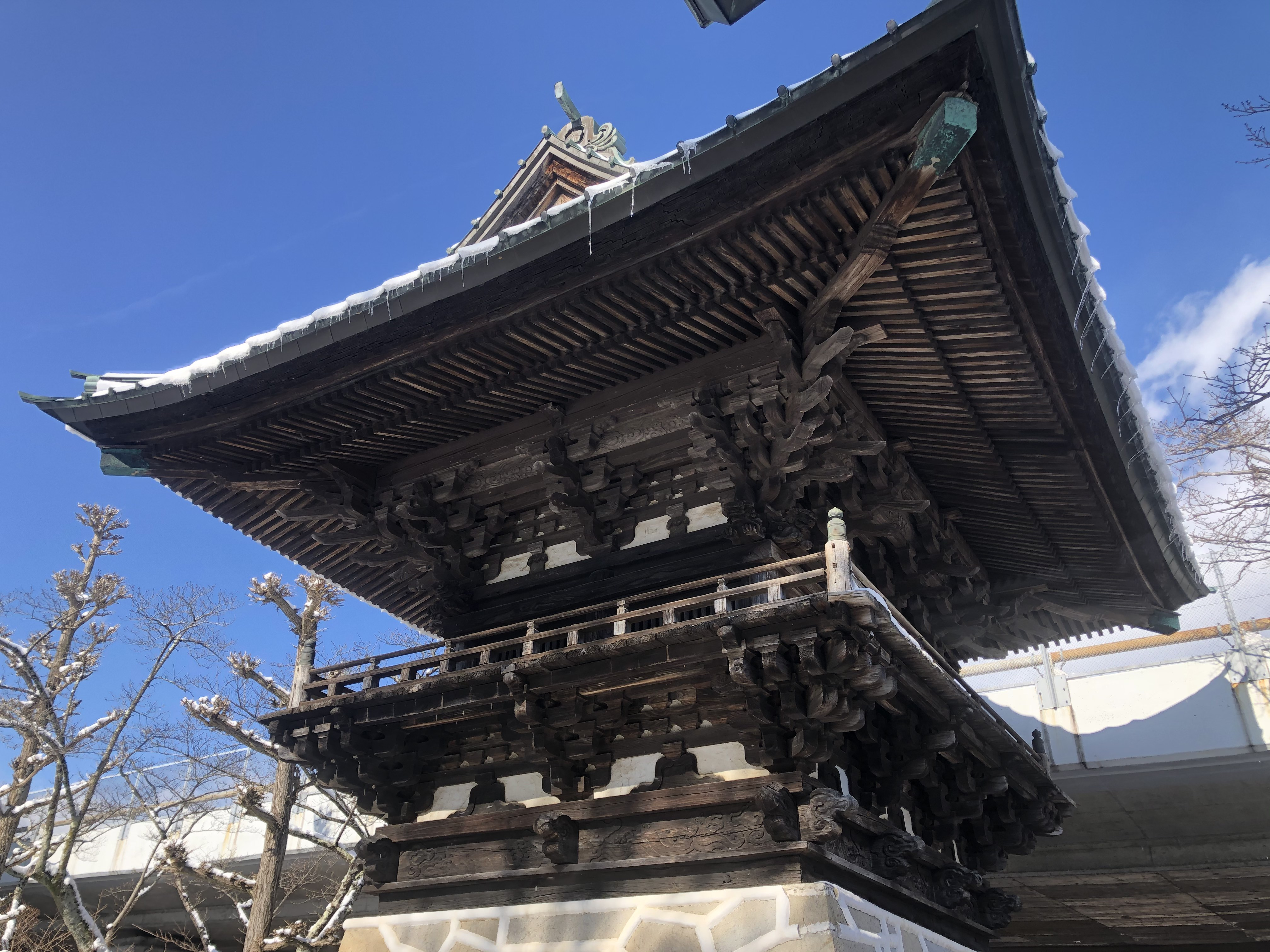
富士吉田市　寶松山大正寺　鐘楼　文化11年(1814年)寶松山大正寺　鐘楼　棟梁、萱沼弥左衛門
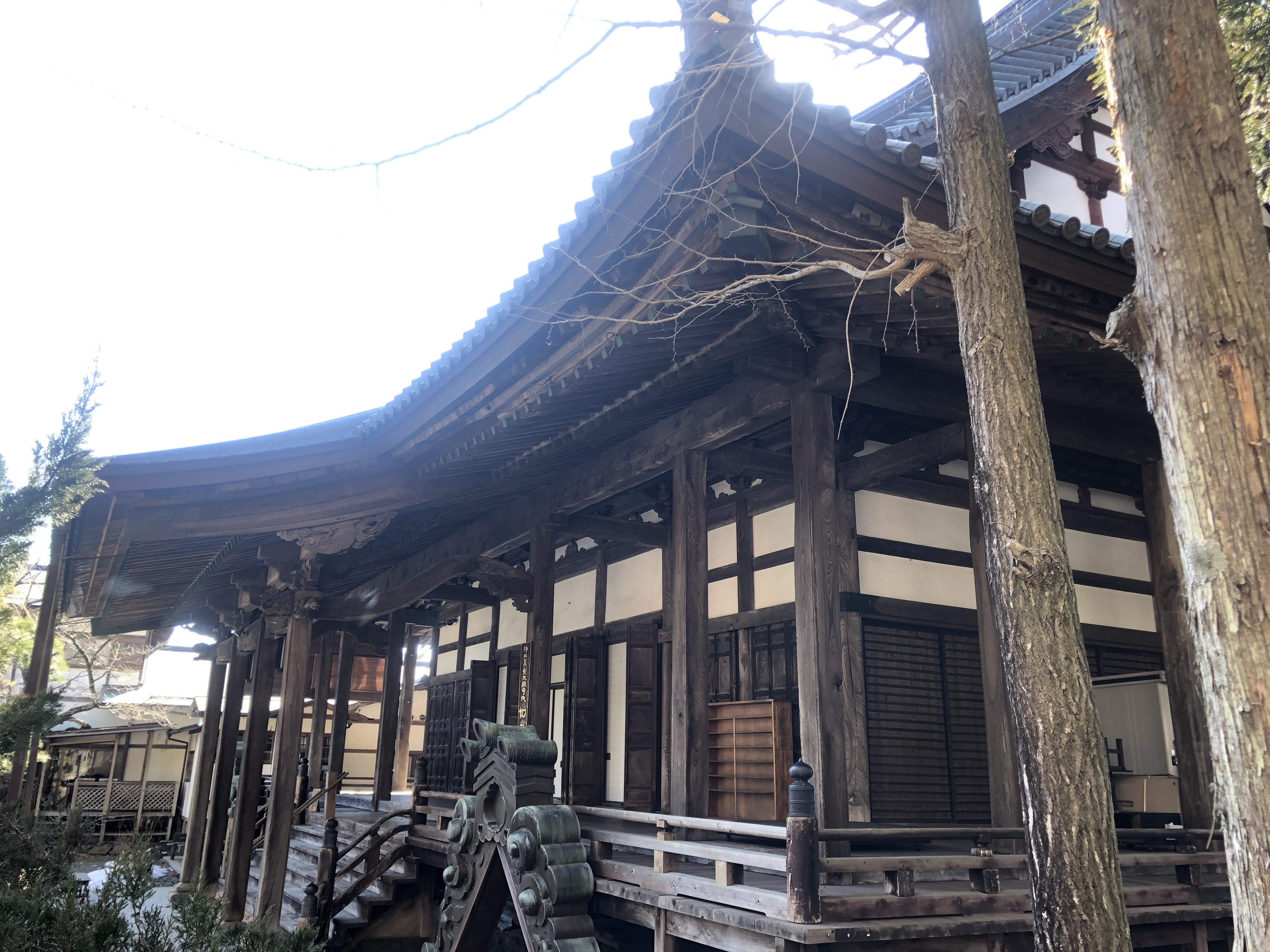
富士吉田市　大原山如来寺　本堂　文政３年(1820年)　十五間四面の大伽藍を誇る萱沼弥左衛門最大の建築

## 大森三左衛門市正藤原保義

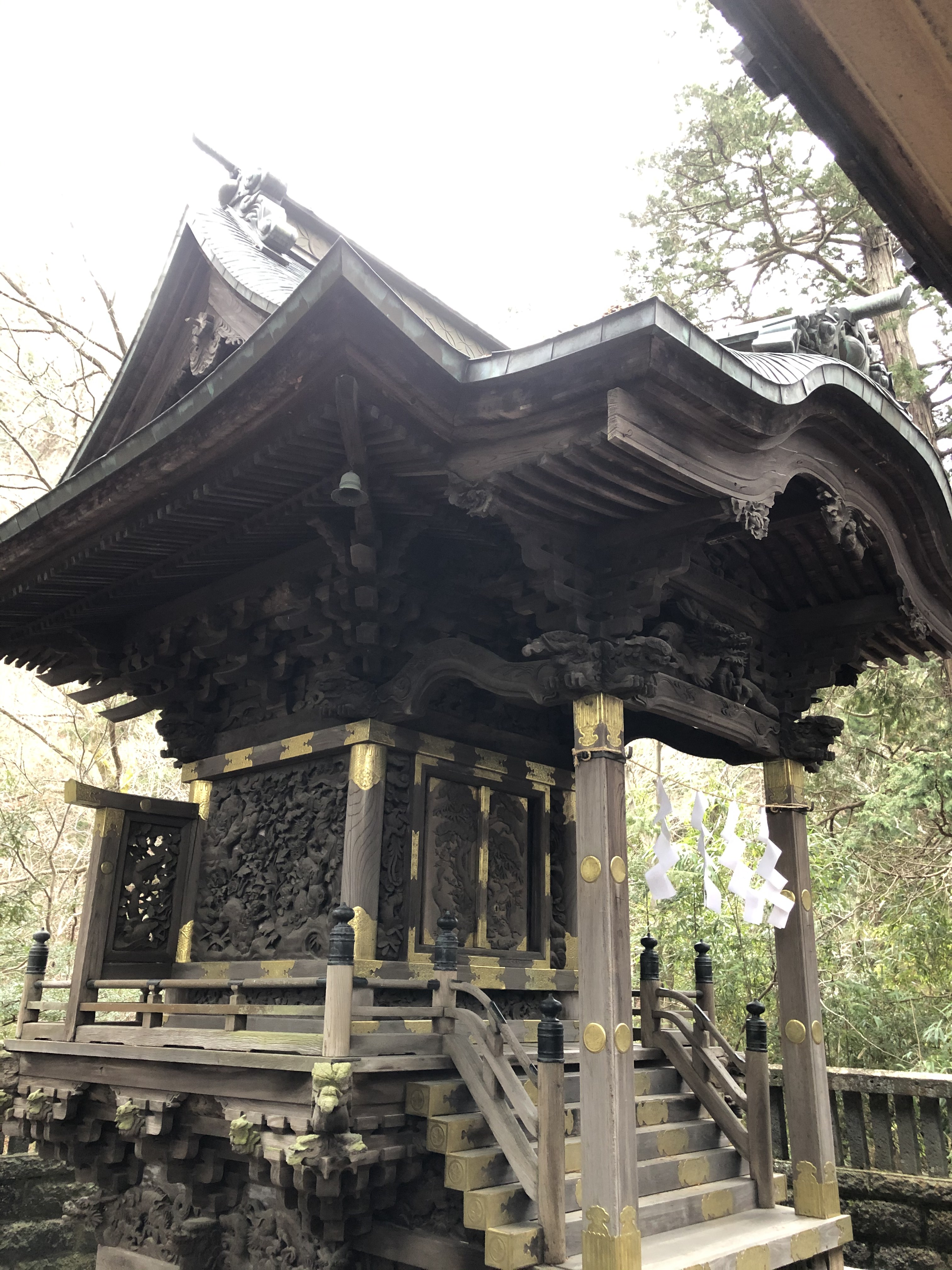
山梨県都留市　生出神社　本殿　明和５年（1768年）棟梁　上鳥沢村、大森三左衛門藤原保義・谷村、花田甚助

大森三左衛門市正藤原保義は現在の大月市富浜町鳥沢に拠点を置く大工職で、現在の山梨県北都留郡一円から神奈川県相模原市まで精力的に活動した人物。通称、日光三左衛門。藤原保義と称し、市正と号す。
下野国（現栃木県）日光の職人に師事したと伝えられる。野州安蘇郡下野村出身。
上鳥沢村に定住して郡内大工仲間に加わり、多くの弟子を育て地元大工、弟子などを率いて建築を行っていた。
天明7年（1787年）2月２日死去。
以降、大森氏や弟子は「大森市正流職」「日光流」「大森流」として活躍していく。
棟札に弟子として明記されているのは、上鳥沢村大川万之助・大森茂伝次、上条市太良、秋山村佐藤権之進・佐藤五太夫、川合村久嶋文五右衛門、綱上村坂本権太良の7名。
大森氏は保義ー義勝ー照保と継承されている。
| №  | 年代               | 名称                                 | 建築物 | 共同棟梁（脇大工・小工） | 弟子                  |
| -- | ------------------ | ------------------------------------ | ------ | ------------------------ | --------------------- |
| 1  | 享保21年（1736年） | 諏訪神社（上野原市上野原）           | 本殿   |                          |                       |
| 2  | 寛保3年（1743年）  | 丹勢神社（上野原大野新田）           | 本殿   |                          |                       |
| 3  | 寛保3年（1743年）  | 山祇神社（上野原大野恋塚）           | 本殿   |                          |                       |
| 4  | 延享元年(1744年)   | 八幡神社（神奈川県相模原藤野町中尾） | 本殿   |                          |                       |
| 5  | 延享5年（1748年）  | 天王宮（上野原市秋山寺下）           | 本殿   |                          |                       |
| 6  | 宝暦元年（1751年） | 犬島神社（上野原川合）               | 本殿   |                          |                       |
| 7  | 宝暦7年(1757年)    | 大庭氏宅（上野原）                   | 屋敷   |                          |                       |
| 8  | 宝暦10年(1760年)   | 浅間神社（西桂町小沼）               | 本殿   |                          |                       |
| 9  | 明和５年（1768年） | 生出神社（都留市四日市場）           | 本殿   | 谷村、花田甚助           |                       |
| 10 | 明和５年（1768年） | 大室権現・長幡相殿社（道志村）       | 本殿   | 道志小善地、平賀常之進   |                       |
| 11 | 安永3年（1774年）  | 稲荷宮（上野原市秋山寺下）           | 本殿   |                          |                       |
| 12 | 安永５年（1776年） | 浅間神社（上野原市秋山栗谷）         | 本殿   | 藤崎、正木久右衛門       |                       |
| 13 | 安永５年（1776年） | 熊野神社（上野原市秋山安寺沢）       | 本殿   |                          |                       |
| 14 | 安永５年（1776年） | 天神宮（上野原市秋山古福志）         | 本殿   | 秋山小和田村、佐藤権之進 | 佐藤五太夫            |
| 15 | 安永５年（1776年） | 諏訪神社（上野原市秋山桜井）         | 本殿   |                          | 大川万之助 大森茂伝次 |
| 16 | 天明元年（1781年） | 小松神社（大月市梁川町綱之上）       | 本殿   |                          |                       |
| 17 | 不明               | 月夜野薬師堂（道志村）               | 本堂   |                          |                       |

| № | 年代               | 名称                                 | 建築物 | 棟梁                     | 備考                 |
| - | ------------------ | ------------------------------------ | ------ | ------------------------ | -------------------- |
| 1 | 寛政8年（1796年）  | 春日神社（大月市七保）               | 本殿   | 大森源五左衛門尉藤原義勝 | 大森市正藤原保義一子 |
| 2 | 文化12年（1815年） | 御嶽神社（大月市富浜町鳥沢）         | 本殿   | 和知傳右衛門             | 大森市正流職         |
| 3 | 天保4年（1832年）  | 御嶽神社（大月市猿橋町猿橋小沢田中） | 本殿   | 大森市正藤原照保         | 宮大工日光三左衛門事 |

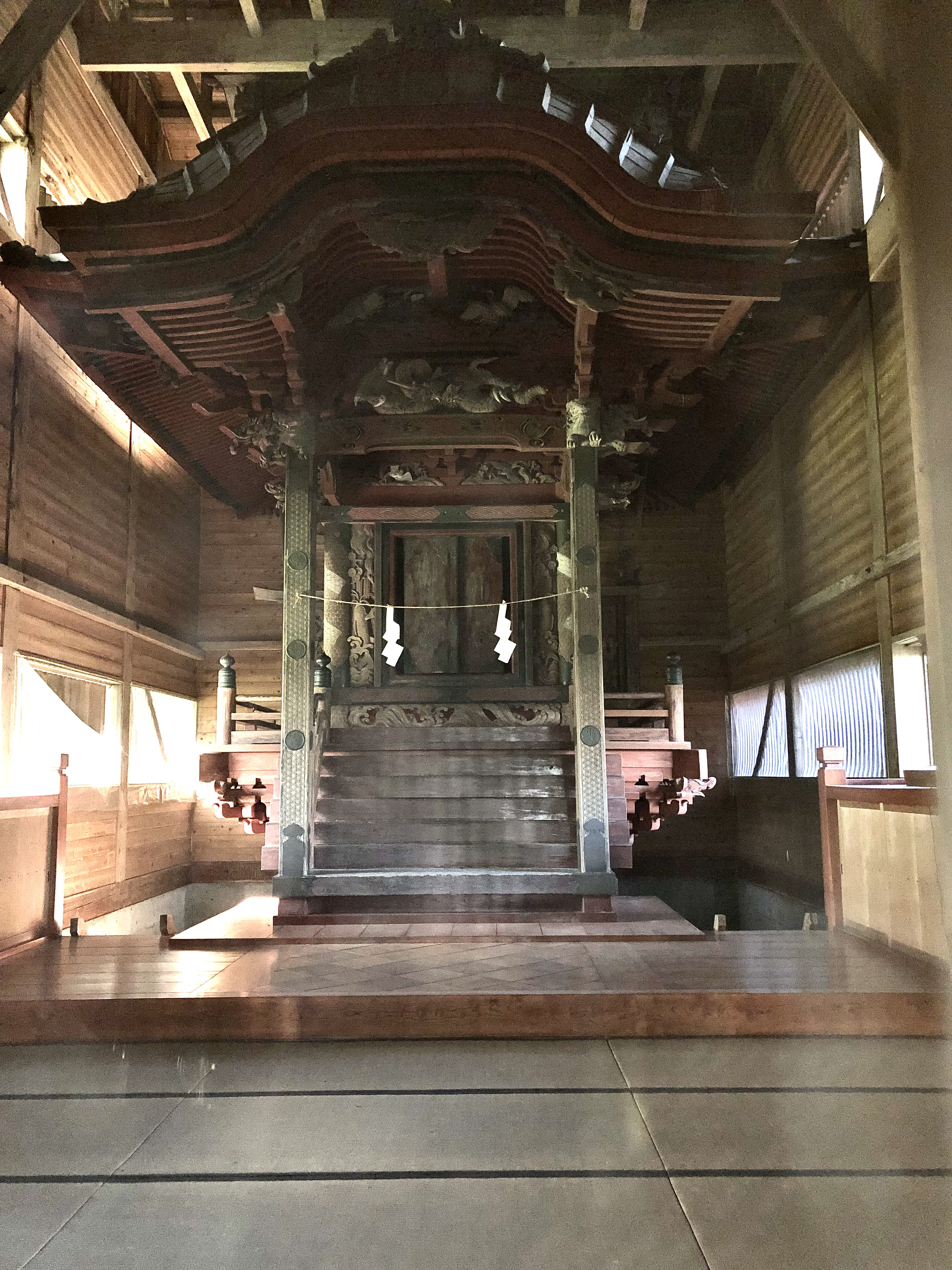
山梨県西桂町小沼　浅間神社　本殿　一間社　入母屋造　向拝唐破風付　宝暦10年(1760年)　棟梁　上鳥沢村　大森三左衛門藤原保義
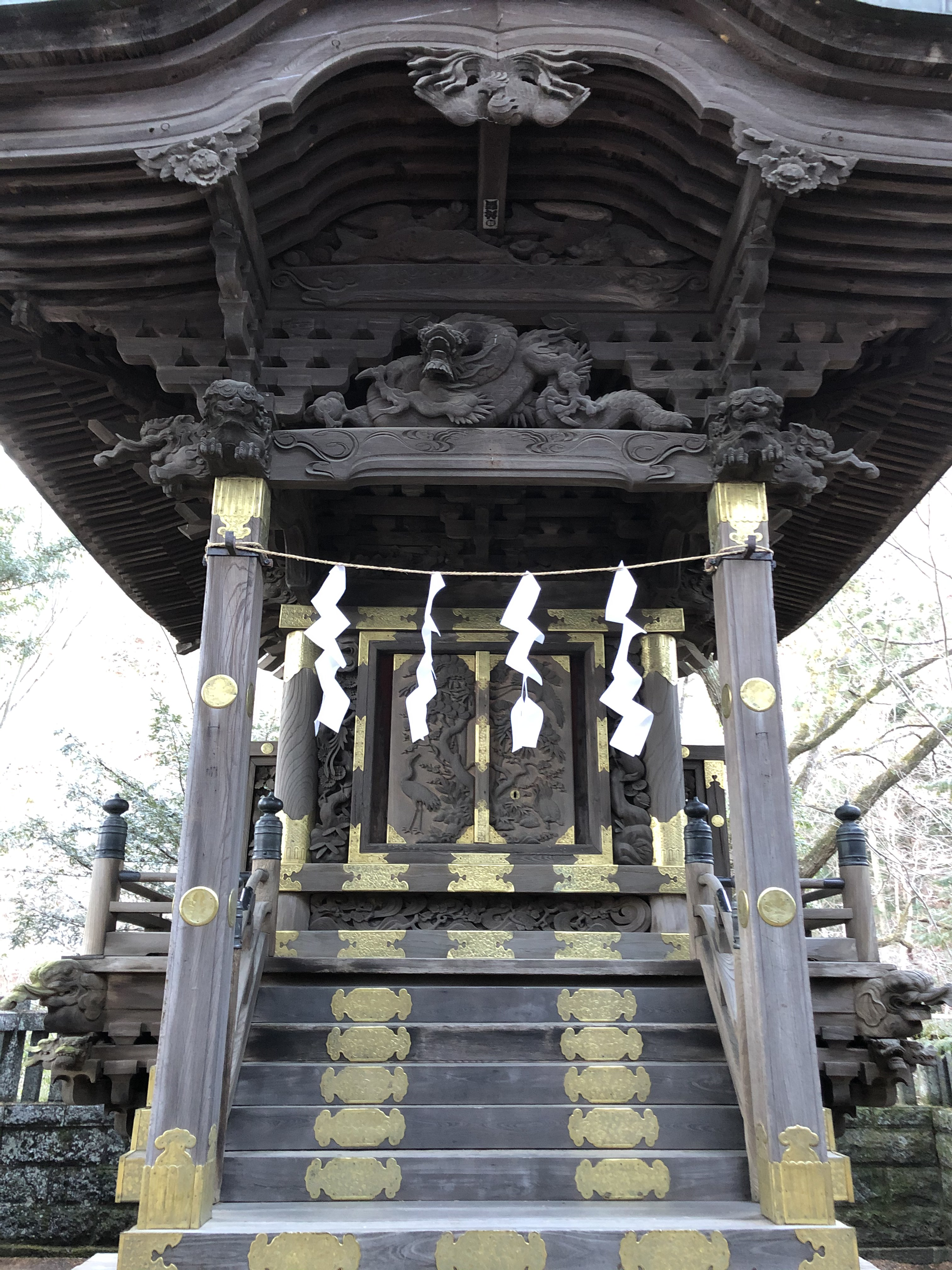
山梨県都留市　生出神社　本殿　一間社入母屋造　向拝唐破風付　明和５年（1768年）棟梁　上鳥沢村、大森三左衛門藤原保義・谷村、花田甚助
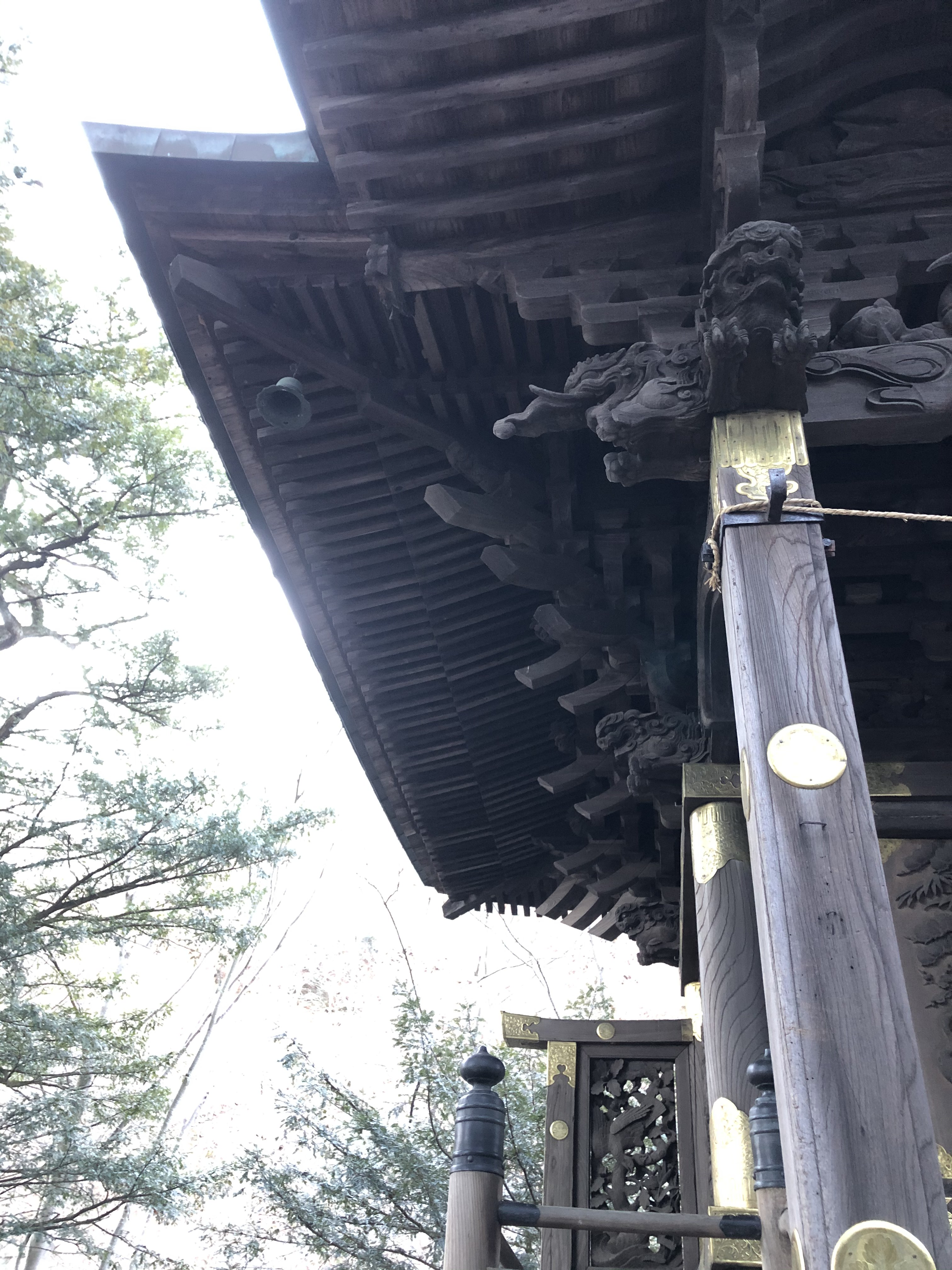
山梨県都留市　生出神社　本殿　軒先

## 花田氏
花田氏は秋元氏に付随して郡内に来た大工職の氏。都留市谷村に拠点を置く。
| № | 年代                            | 名称                                 | 建築物                         | 棟梁                                                                              | 備考                                                                                              |
| - | ------------------------------- | ------------------------------------ | ------------------------------ | --------------------------------------------------------------------------------- | ------------------------------------------------------------------------------------------------- |
|   | 正保5年（1648年）               | 惣祖神社（上野原市大野東大野）       | 本殿                           | 花田長右衛門                                                                      | 天保4年（1832年）に建替 現存せず 棟札のみ 棟梁小沼村、渡辺又八郎 令和3年（2021年）修繕 戸田工務店 |
|   | 承応2年（1653年）               | 御嶽神社（大月市猿橋町猿橋小沢田中） | 本殿                           | 花田助右衛門                                                                      | 天保4年（1832年）に建替 現存せず 棟札のみ                                                         |
|   | 承応3年（1654年）               | 円通寺（大月市賑岡町岩殿）           | 本堂                           | 花田長右衛門 花田初右衛門                                                         | 明治に廃寺、現存せず 棟札のみ                                                                     |
|   | 享保9年（1724年）               | 春日神社（大月市賑岡町畑倉）         | 本殿                           | 花田勘右衛門                                                                      |                                                                                                   |
|   | 享保18年(1733年)～ （1745年）頃 | 北口本宮冨士浅間神社                 | 幣殿 拝殿 神楽殿 手水舎 隋神門 | 上吉田村、山本市三郎 下吉田村、萱沼弥左衛門 谷村、花田兵右衛門 鹿留村、相川長兵衛 |                                                                                                   |
|   | 明和５年（1768年）              | 生出神社（都留市四日市場）           | 本殿                           | 大森三左衛門藤原保義                                                              | 脇大工 花田甚助                                                                                   |

## 郡内社殿ギャラリー

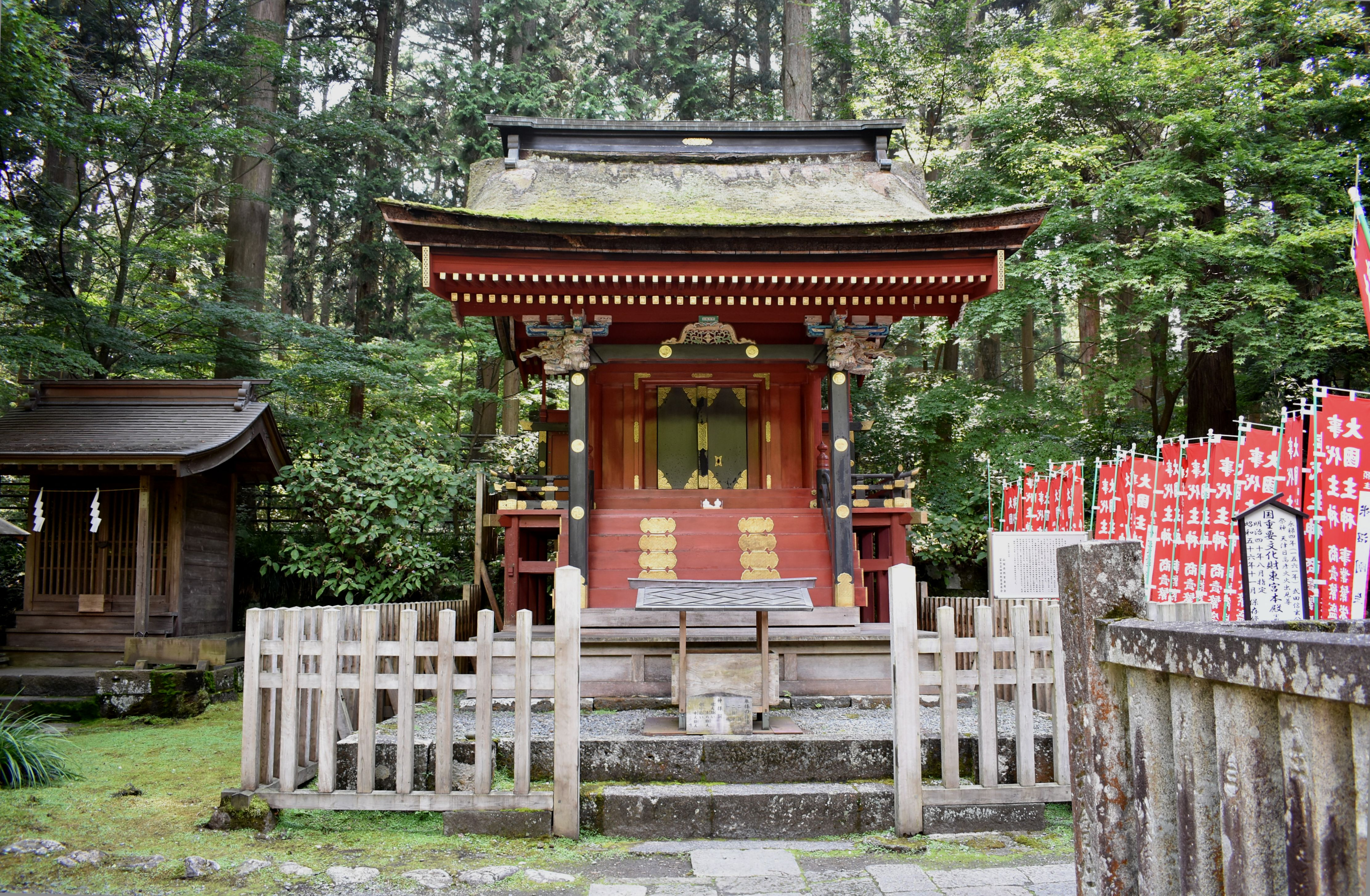
富士吉田市　北口本宮冨士浅間神社　東宮本殿　永禄４年（1561年）　一間社流造　棟梁、小山善衛門、小嶋出くへもん
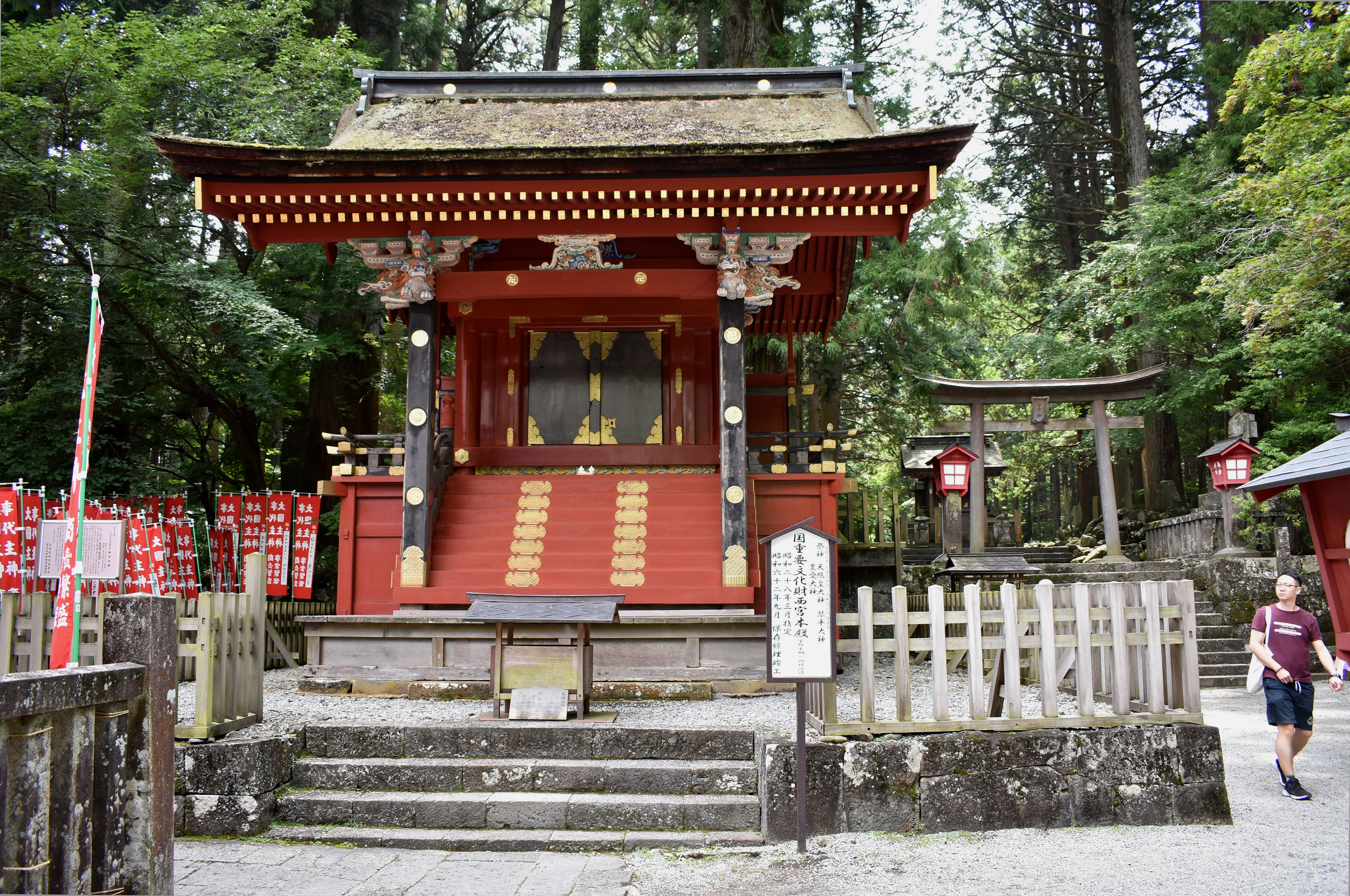
富士吉田市　北口本宮冨士浅間神社　西宮本殿　一間社流造　文禄３年（1594年）
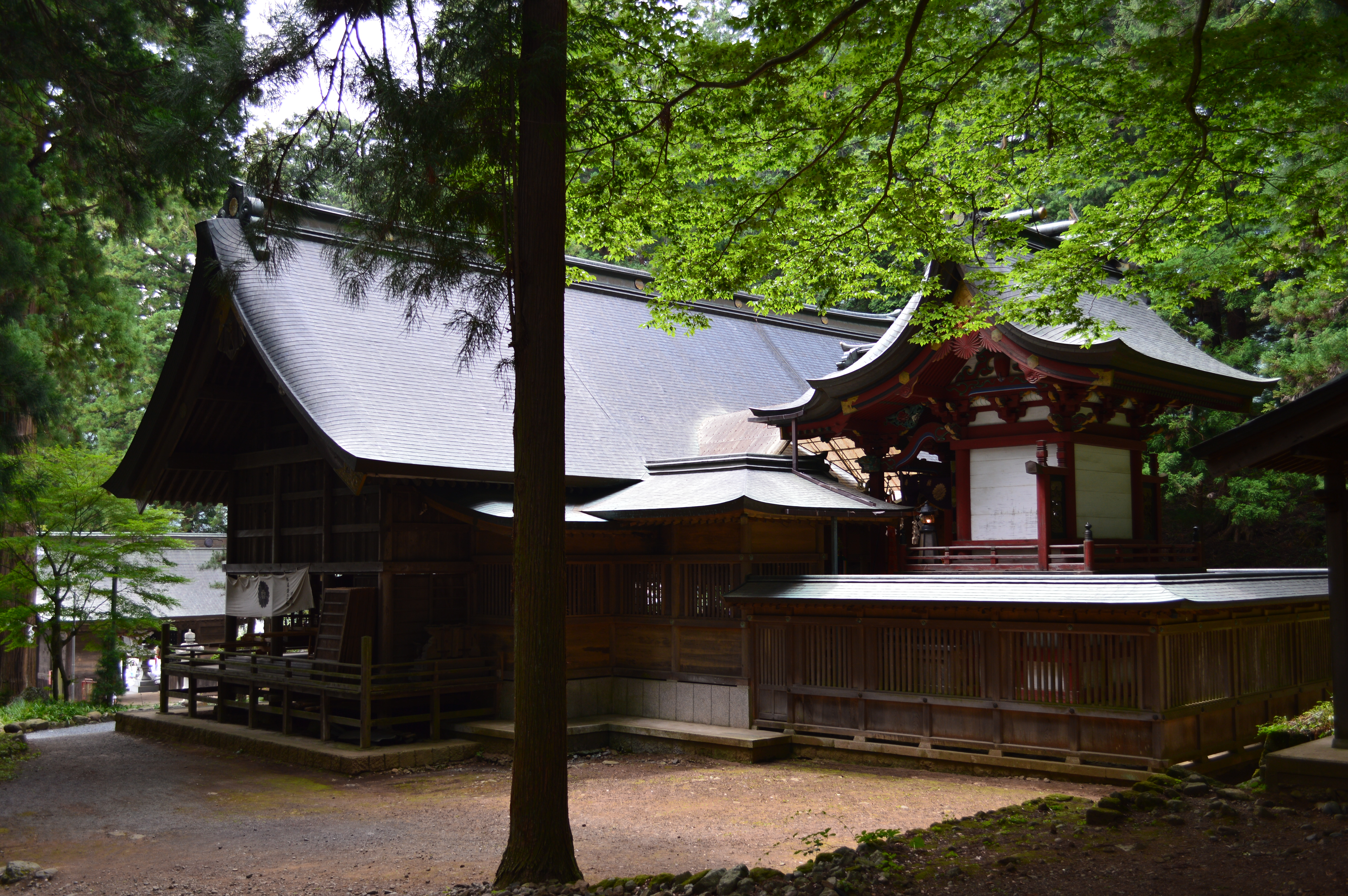
富士河口湖町　河口浅間神社　本殿　一間社流造　軒唐破風付　慶長12年（1607年）棟梁、関善左衛門尉藤原家継
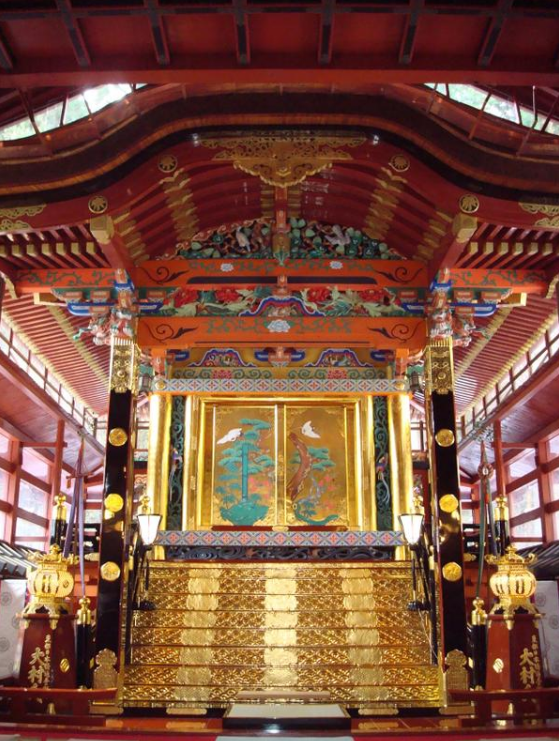
富士吉田市　北口本宮冨士浅間神社　本殿　一間社入母屋造、軒唐破風付　慶長20年（1615）棟梁、源右衛門
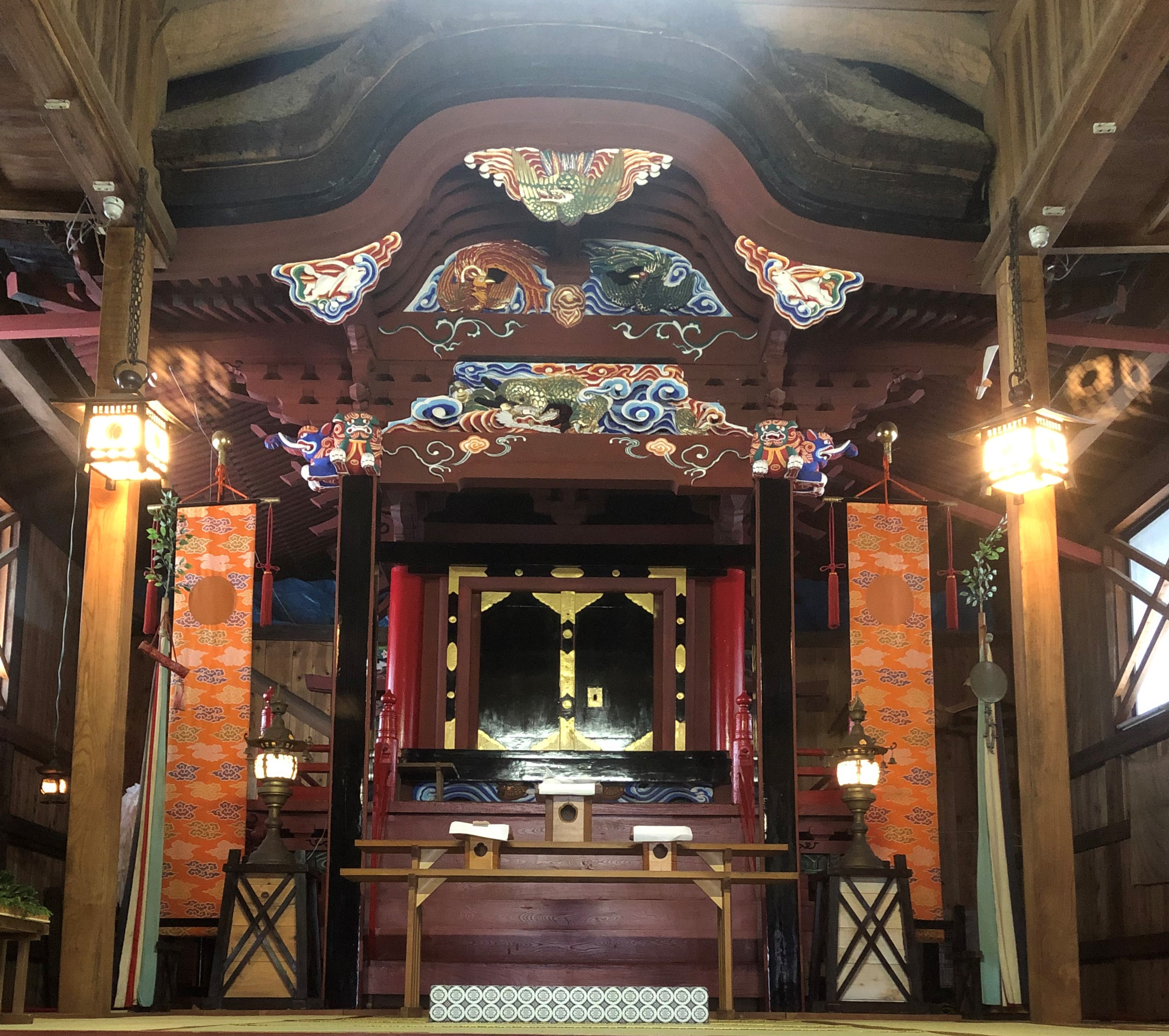
富士吉田市　北東本宮小室浅間神社(富士吉田市大明見)　本殿　一間社入母屋造、軒唐破風付
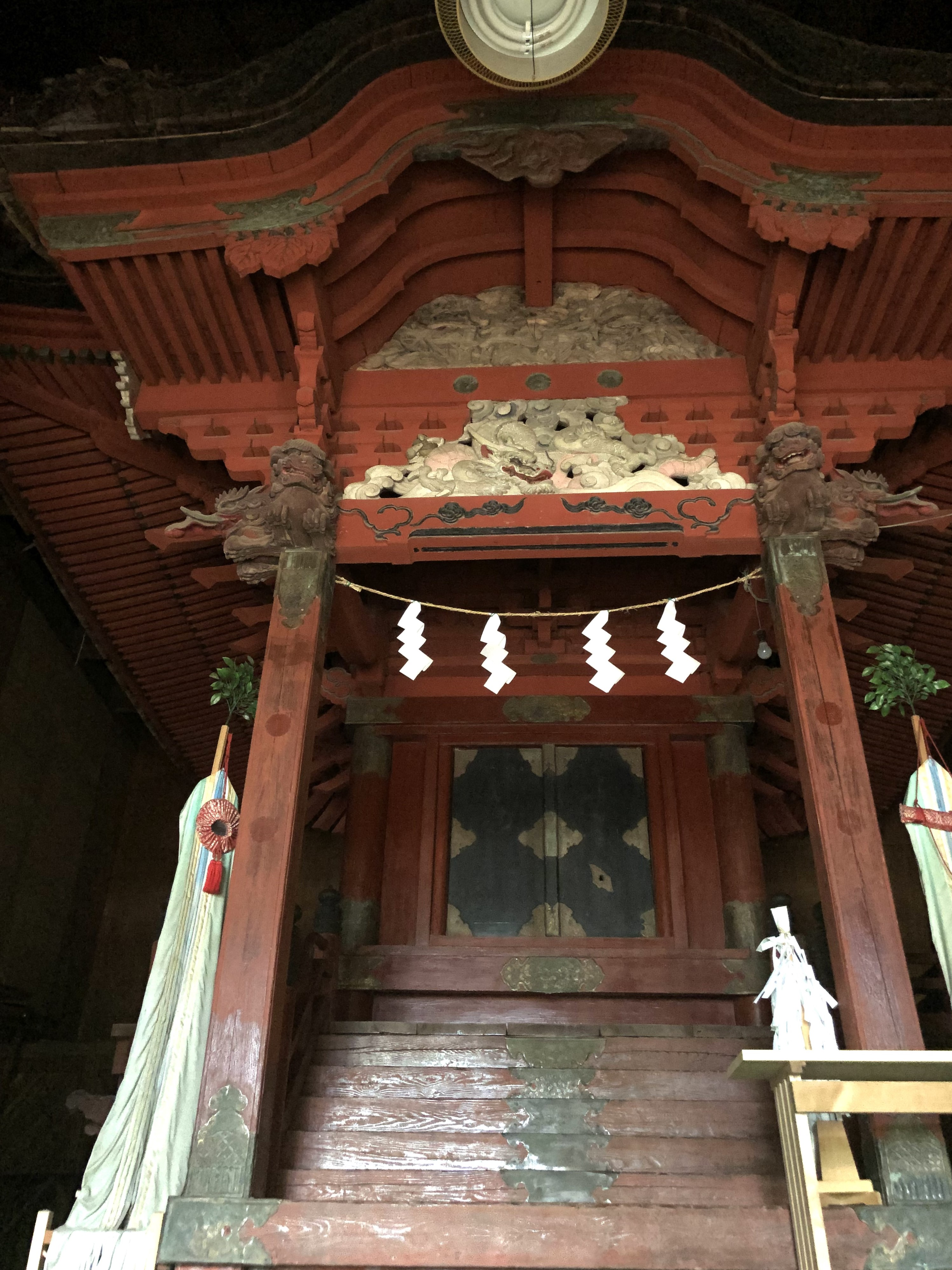
西桂町倉見　白山神社　本殿　一間社入母屋造　軒唐破風付　寛延4年（1751年）　棟梁　渡辺源右衛門、渡辺喜左衛門
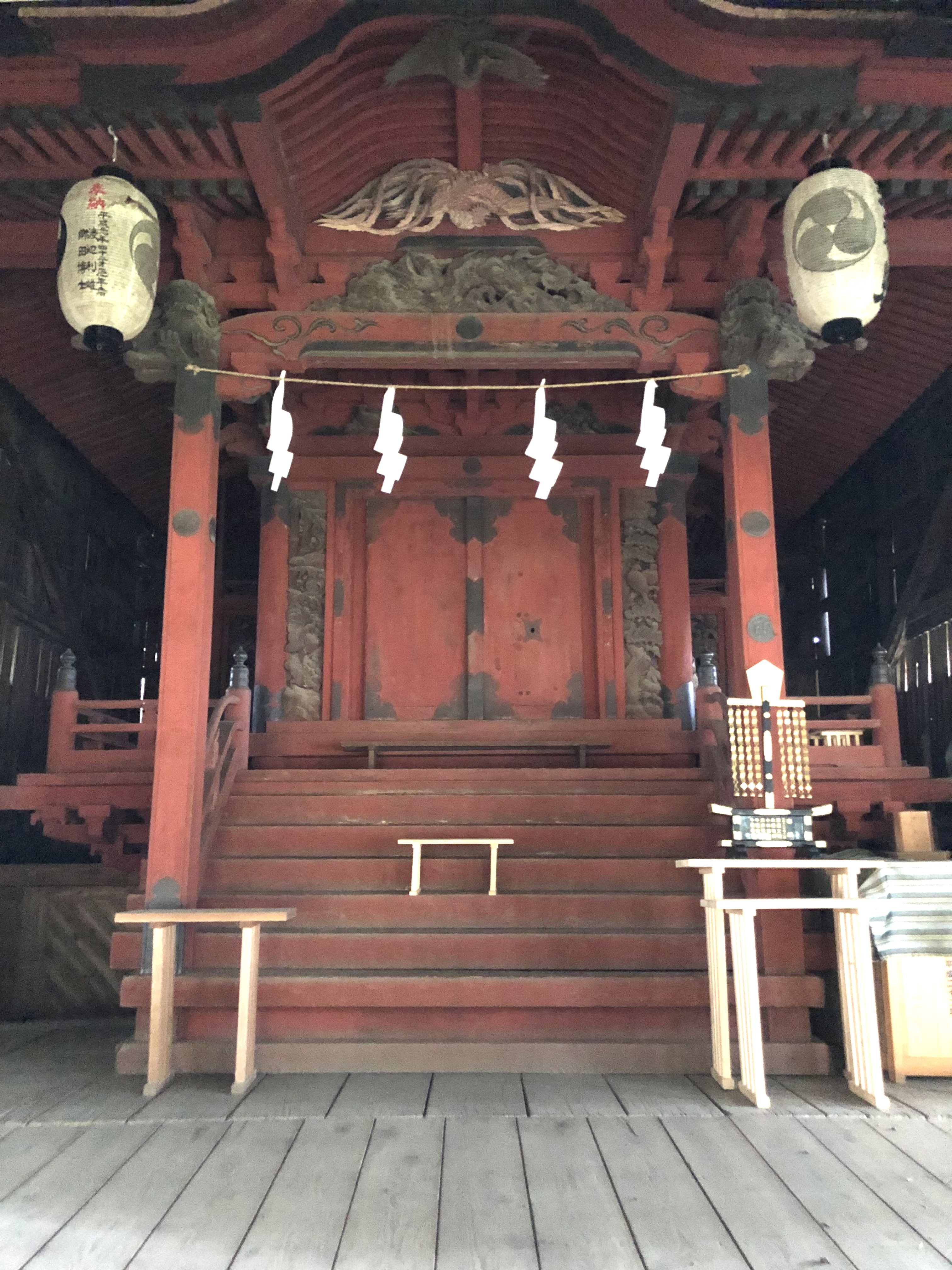
西桂町　諏訪八幡神社　本殿　一間社入母屋造　軒唐破風付　宝歴8年(1758年)　棟梁、平内大隈頭善地の弟子、鹿留村、相川長兵衛
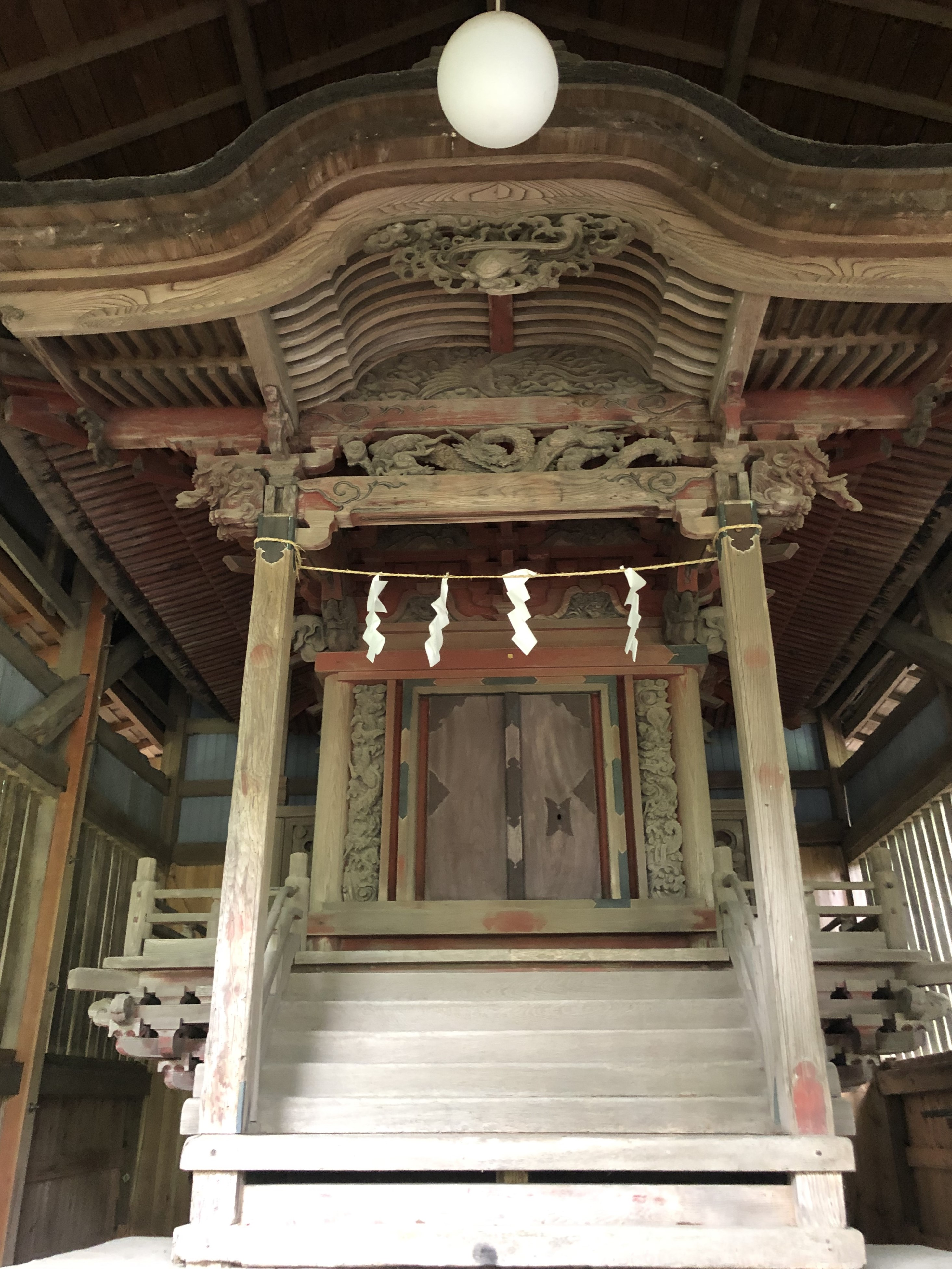
都留市鹿留　今宮神社　本殿　一間社入母屋造　軒唐破風付　天明5年（1785年）　棟梁、鹿留村、相川長兵衛
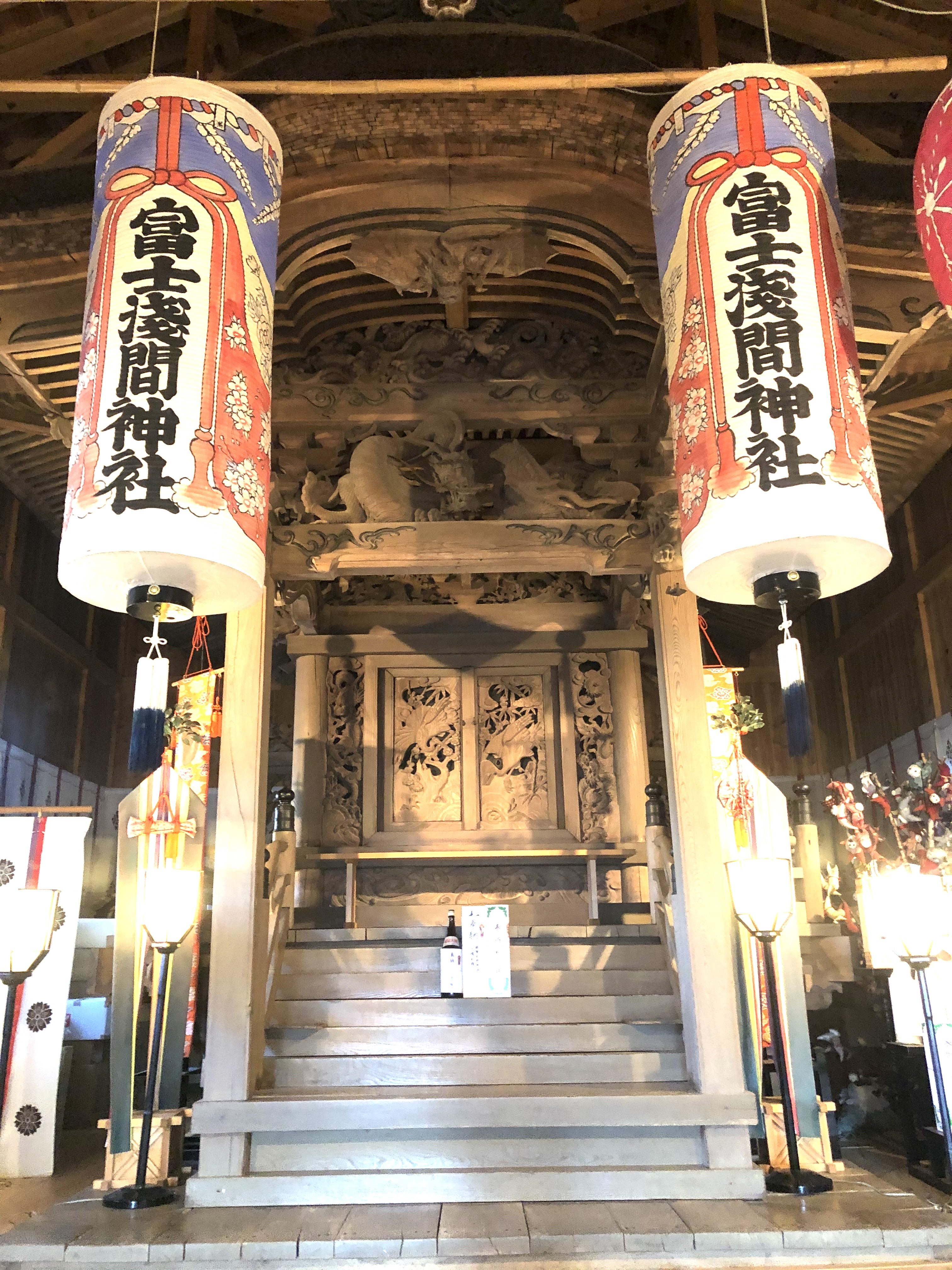
富士吉田市　三國第一山新倉富士浅間神社　本殿　一間社入母屋造、向拝唐破風付
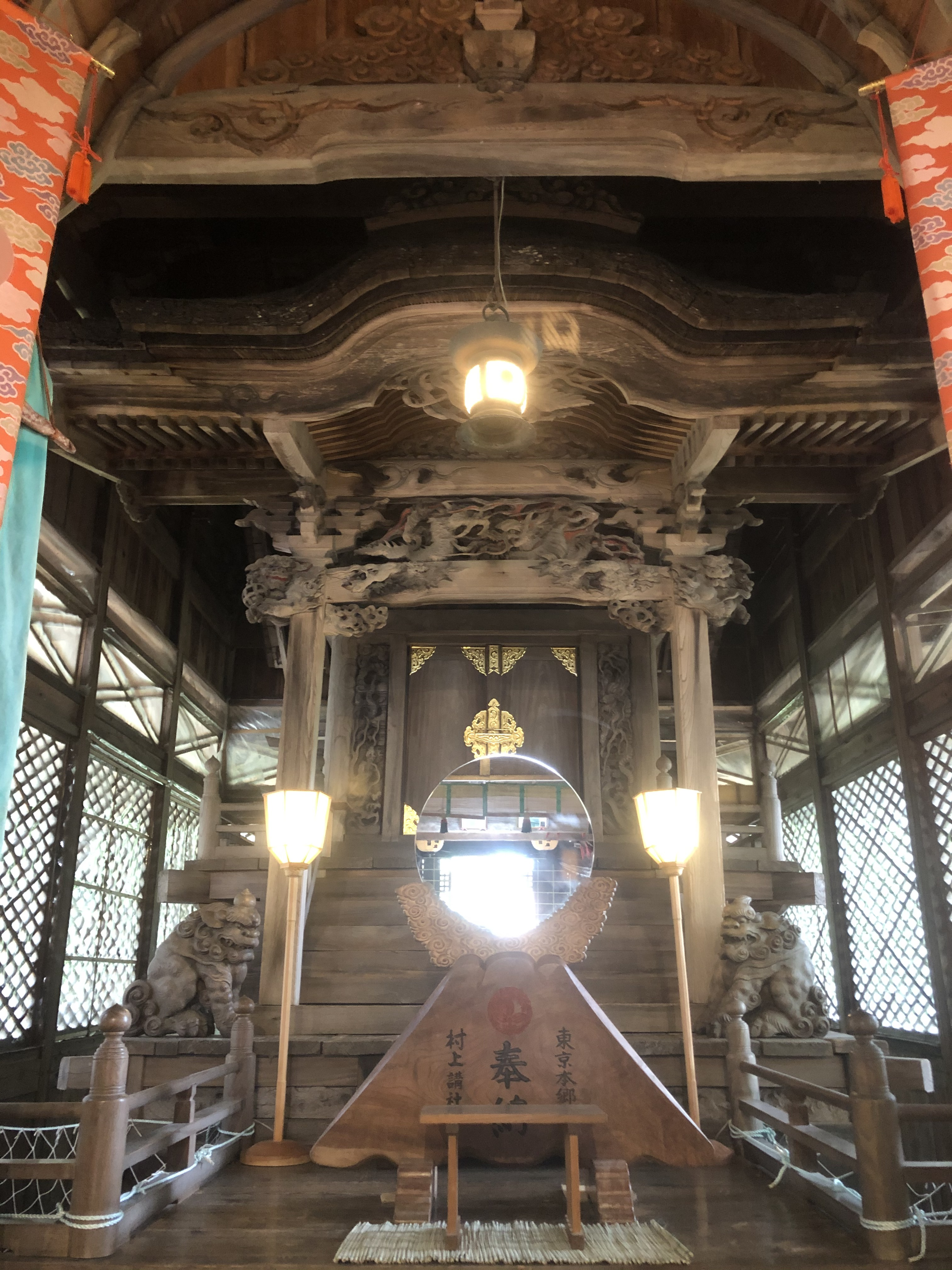
富士河口湖町　冨士御室浅間神社　里宮本殿　一間社流造、軒唐破風付　明治22年（1889年）
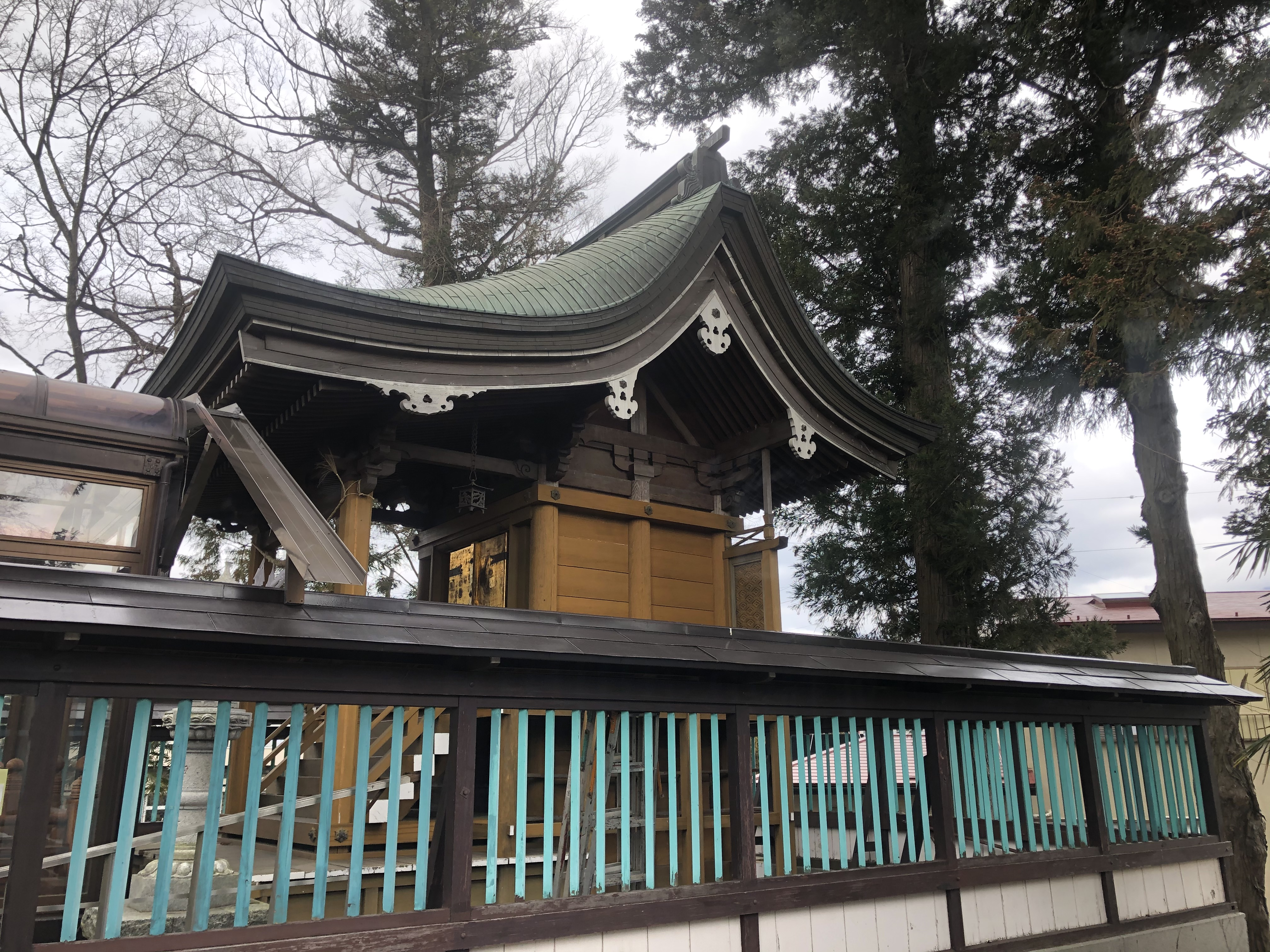
富士吉田市　福地八幡神社(渡辺大明神)　本殿　一間社流造　昭和55年（1980年）設計、文化庁技官　広瀬沸